# Lokomotivfabrik der StEG

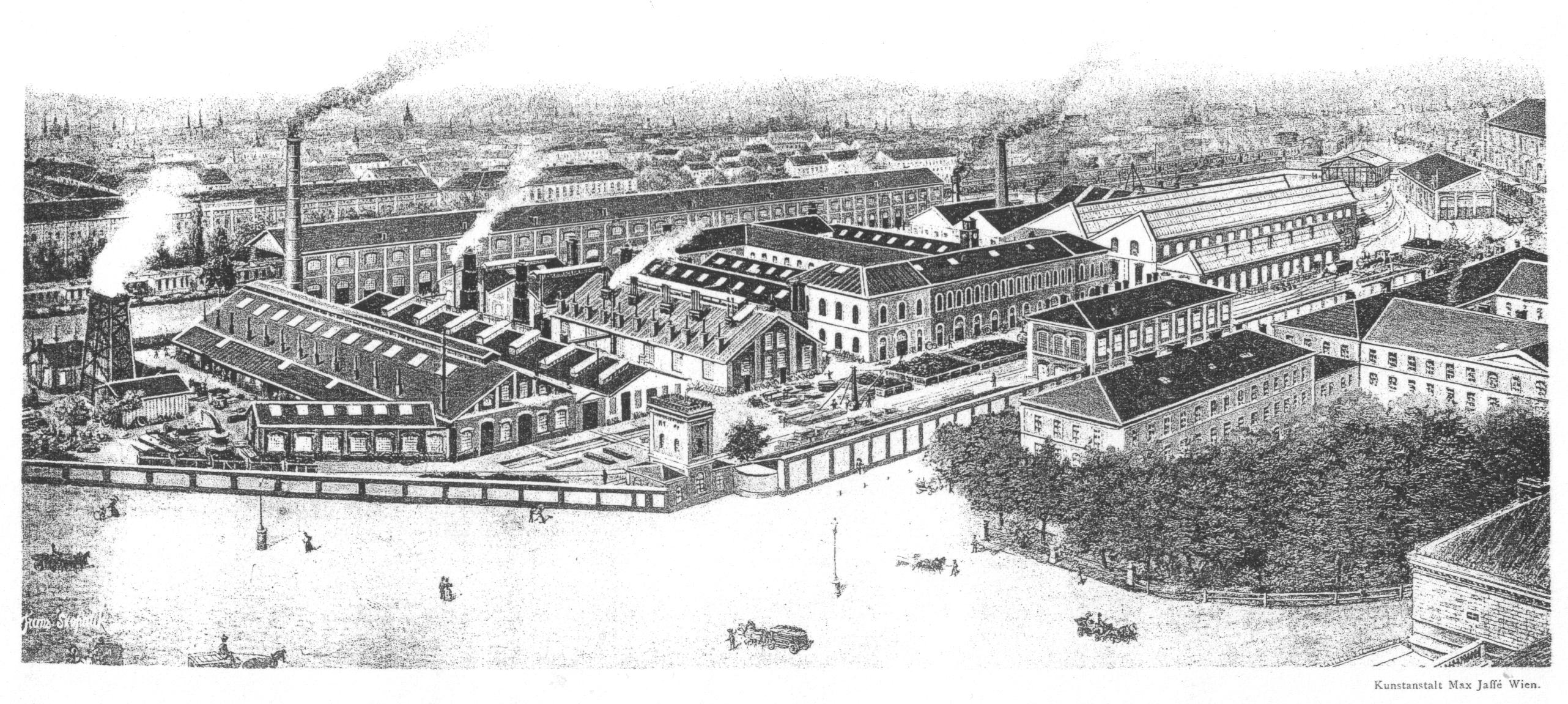
StEG-Fabrik (1902)

Die Lokomotivfabrik der StEG wurde 1839 als erste Lokomotivfabrik im Kaisertum Österreich gegründet und schuf viele einflussreiche Lokomotivkonstruktionen.

## Geschichte

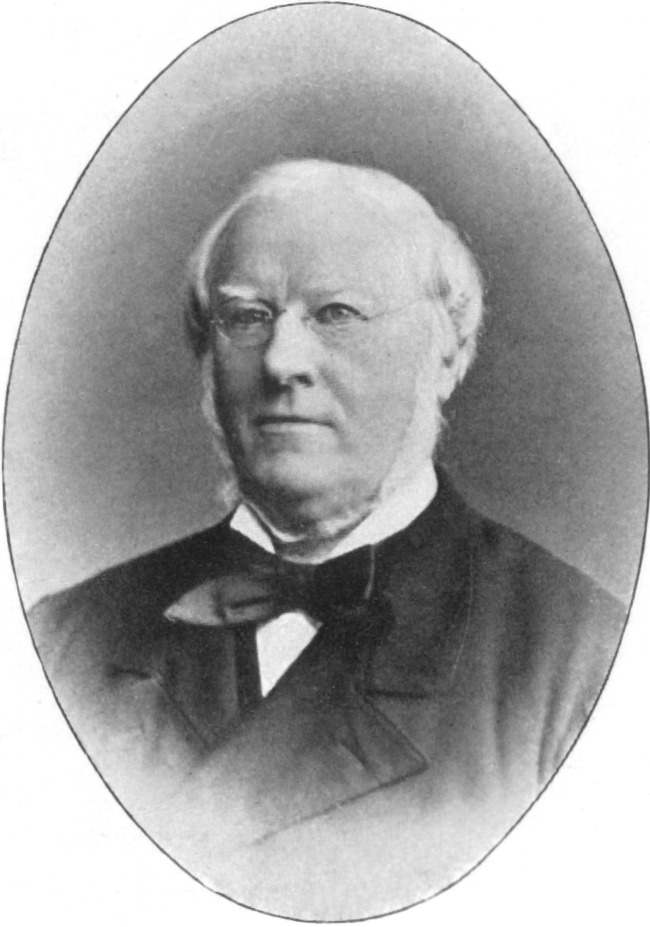
John Haswell, Gründer und langjähriger Leiter der Fabrik

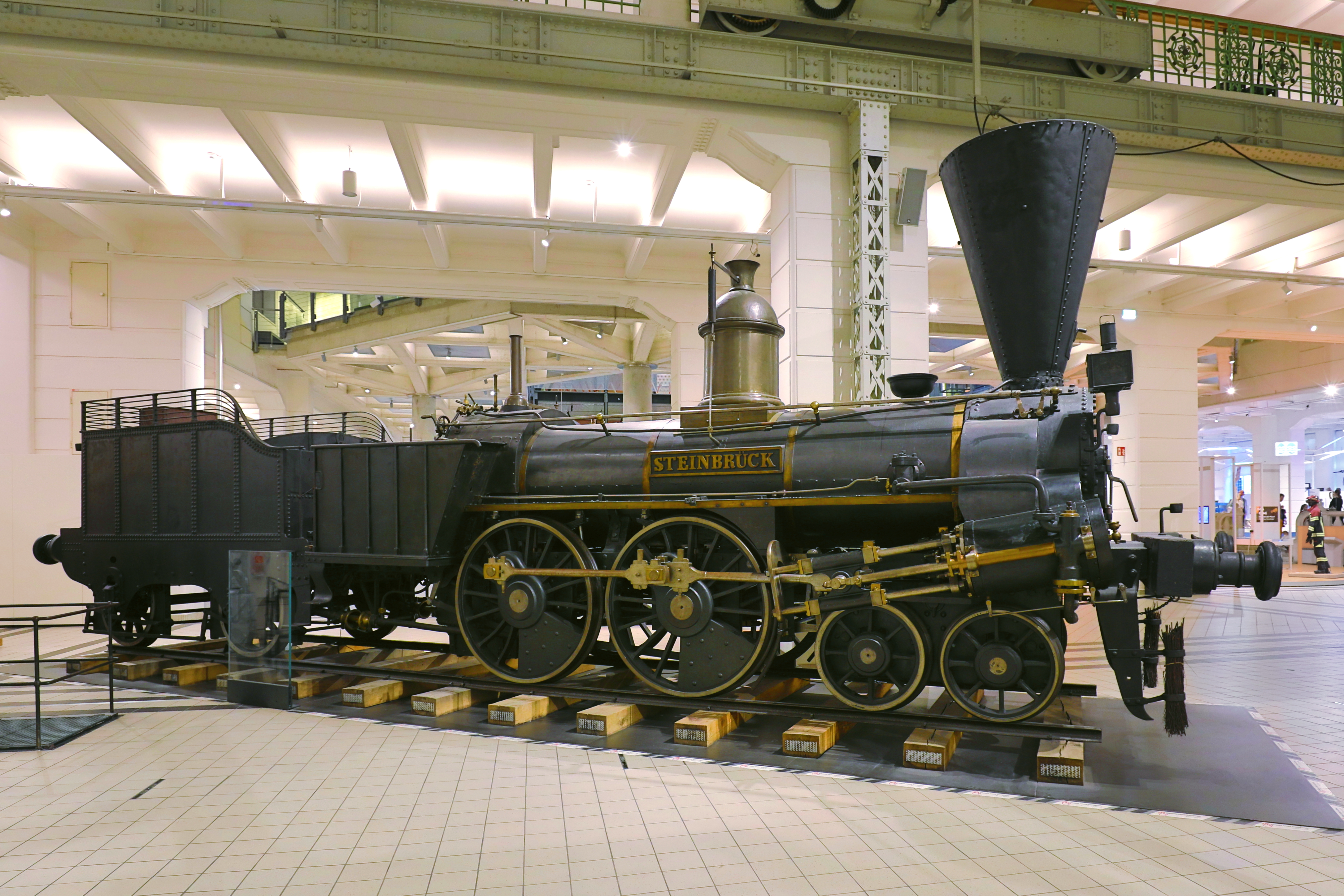
Lokomotive „Steinbrück“; gefertigt 1848 und älteste erhaltene Dampflok österreichischer Fertigung

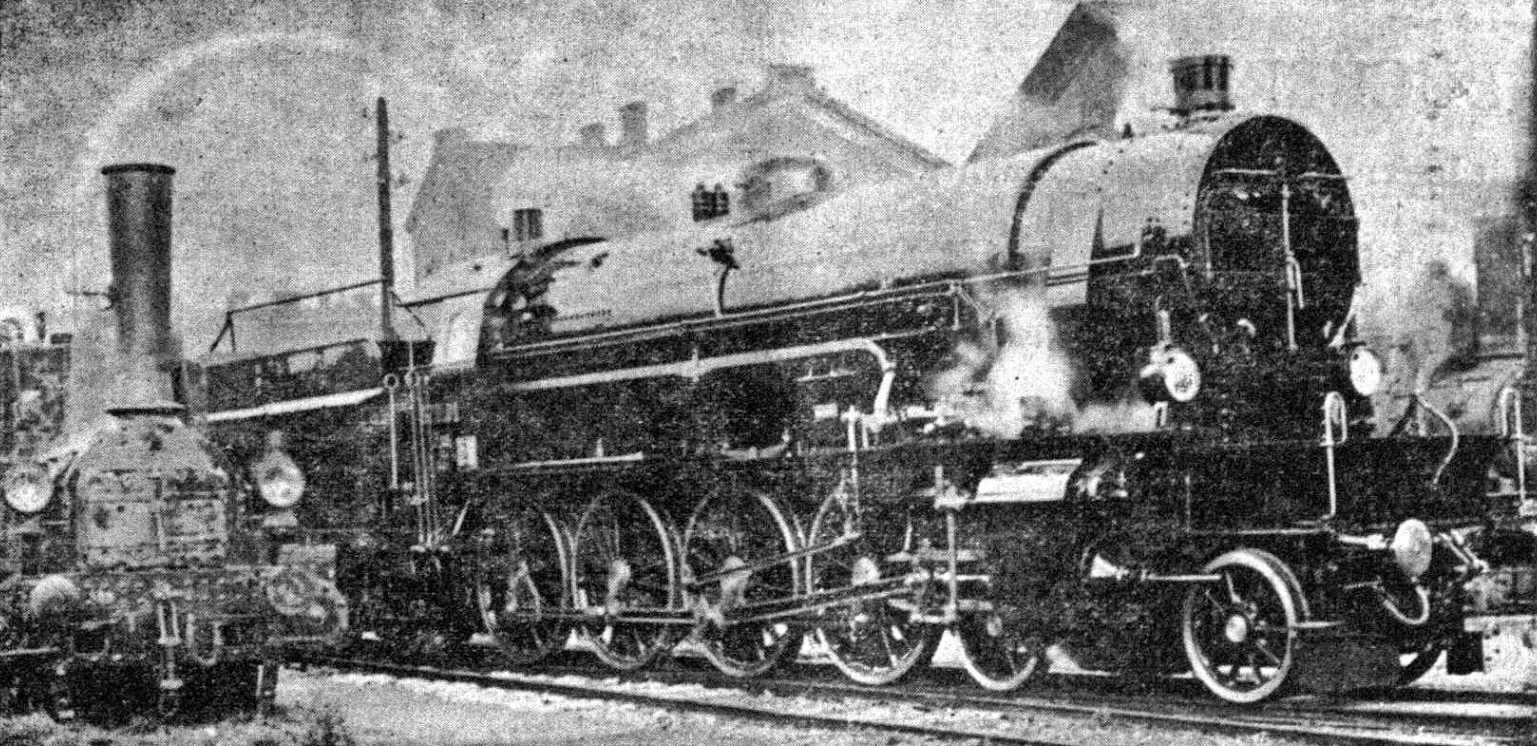
SB 570.01 (rechts), 4.000 Lokomotive der StEG (1915)

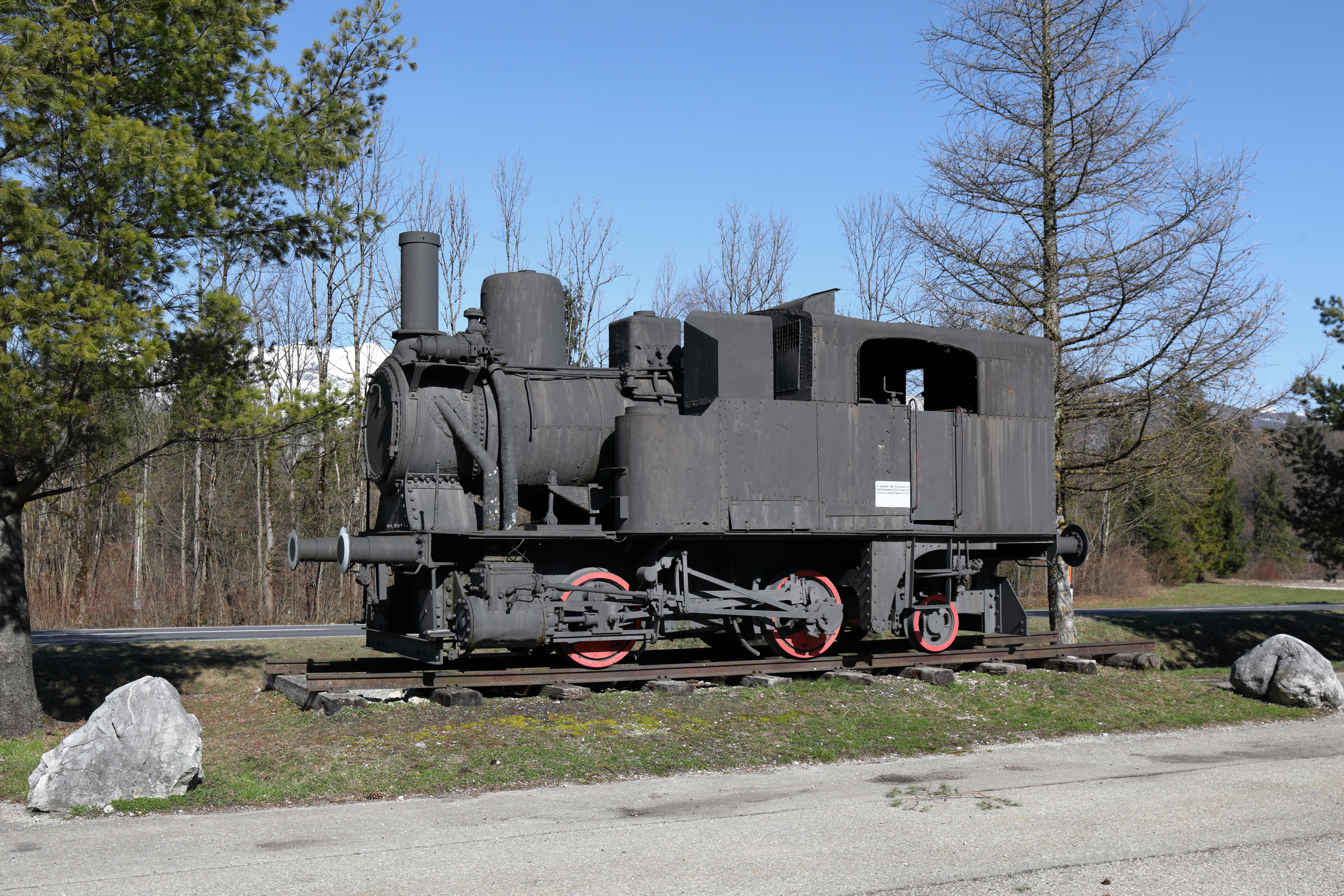
Ehem. werkseigene Lokomotive (Fabrik Nr. 3714/1910)

Die von Mathias Schönerer konzipierte Fabrik wurde 1839 von der Wien-Raaber Bahn zwischen dem Wiener Süd- und Ostbahnhof erbaut und großteils mit aus England stammenden Maschinen bestückt, da man diese hierzulande noch nicht herstellen konnte. Einen sehr großen Einfluss auf die Entwicklung des Lokomotivbaus in Österreich übte vor allem der erste Direktor der Fabrik, der Engländer John Haswell aus. Er hatte die Maschinenfabrik geplant und leitete diese über den Zeitraum von 1840 bis 1882.
Die feierliche Eröffnung der Fabrik erfolgte am 21. April 1840 durch Erzherzog Johann. Die ersten Lokomotiven und Waggons wurden im selben Jahr nach amerikanischem Vorbild gefertigt. Diese waren auch die ersten in Österreich hergestellten Eisenbahnfahrzeuge.
Die Herstellung der Fahrzeuge war insofern schwierig, als es zu dieser Zeit in Österreich noch keine Eisengießerei gab und auch die Arbeiter keine diesbezügliche Schulung besaßen. Zu den bahnbrechenden Lokomotiven, die diese Fabrik in den frühen Jahren ihres Bestehens verließen, zählen die erste dreifach gekuppelte Lokomotive des Kontinents FAHRAFELD (1846), die Semmeringwettbewerbsmaschine VINDOBONA (1851) und die erste vierfach gekuppelte Lokomotive WIEN-RAAB (1855).
Im Jahre 1855 ging die Fabrik in den Besitz der priv. Österreichisch-ungarischen Staatseisenbahngesellschaft (StEG) über und nannte sich fortan k.k. landesbefugte Maschinen-Fabrik in Wien der privilegirten österreichisch-ungarischen Staats-Eisenbahn-Gesellschaft. Die meist als StEG abgekürzte Fabrik wurde unter ihrer Führung mehrfach vergrößert und modernisiert. Unter dem technischen Leiter der StEG, Wilhelm Freiherr von Engerth, wurden von der Fabrik Engerth-Stütztenderlokomotiven in großer Anzahl hergestellt. Seit 1860 exportierte das Unternehmen als erste Wiener Maschinenfabrik auch ins Ausland. Kunden waren Bahnen u. a. in Russland, Deutschland, Spanien, Griechenland, der Schweiz, Italien und Ägypten.
Ab 1862 baute man mit den Engerth-Fink-Stützttenderlokomotiven für die Banater Montanbahn der StEG die ersten fünffach gekuppelten Lokomotiven der Welt. Im selben Jahr konstruierte der Leiter der Fabrik John Haswell eine dampfhydraulische Schmiedepresse, mit der es erstmals möglich wurde große Eisenteile im Gesenk zu schmieden. Dadurch konnten z. B. Kuppelstangen schneller und in größerer Anzahl hergestellt werden. Diese Presse mit 700 Tonnen Druck wurde auf der Weltausstellung in London präsentiert und erhielt dort eine Goldmedaille.
1864 war die Fabrik Opfer einer Wirtschaftskrise, in diesem Jahr wurden nur fünf Lokomotiven und 136 Waggons gefertigt. Das Unternehmen zeigte sich jedoch flexibel und lieferte auch Erzeugnisse außerhalb ihrer eigentlichen Produktpalette, wie z. B. die eiserne Turmhaube des unvollendeten Nordturms des Wiener Stephansdoms. Glanzstück dabei war eine 14 Meter lange eiserne Helmstange von einer Tonne Gewicht, ein Stück, welches in Wien damals nur die Maschinenfabrik der StEG fertigen konnte.
Ab 1866 stiegen die Produktionszahlen merklich, Grund dafür war ein weiterer Ausbau des österreichischen Bahnnetzes. 1870 fertigte man bereits die 1000. Lokomotive, welche den Namen „Kaiser Franz Josef“ erhielt und auf der Wiener Weltausstellung präsentiert wurde. In dieser Zeit wurden neben Lokomotiven auch Waggons (bis 1873) sowie Dampfmaschinen, Dampfkessel, Stahlbrücken, Lokomobile und Dampfhämmer gefertigt. 1873 arbeiteten 1.400 Mitarbeiter in der Fabrik, im selben Jahr wurde eine zweite Haswell-Presse mit bereits 1.200 Tonnen Pressdruck aufgestellt (siehe Bild in der Galerie).
Die StEG betrieb ab 1855 im heute rumänischen Reșița ein eigenes Stahlwerk, dessen Hauptaufgabe die Herstellung von Eisenbahnschienen und Weichen sowie die Zulieferung für die Wiener Fabrik war. Die Lokomotivproduktion hatte dort aber nur eine untergeordnete Bedeutung, bis 1918 wurden gerade einmal 7 Dampflokomotiven produziert. Auch im nahen Steierdorf (Anina) wurde ein eigenes Eisenwerk betrieben, das ebenfalls der Wiener Fabrik zulieferte. Im Banat besaß die StEG ausgedehnte Besitzungen mit eigenen Bergwerken, das dort verhüttete Eisen kam auch in der Lokomotivfabrik in Wien zur Anwendung.
1879 wurde die Lokomotivfabrik als erste Wiener Fabrik mit elektrischer Beleuchtung ausgerüstet, in den Jahren 1887 bis 1900 erfolgte eine umfangreiche Modernisierung. Auch die Auftragszahlen stiegen wieder kräftig an, zwischen 1888 und 1902 wurden 1000 Lokomotiven produziert. Daneben erweiterte man das Produktionsprogramm um Schiebebühnen, Dampfwinden, elektrisch angetriebene Kräne, Pumpen, Bahnsicherungsanlagen und ähnliches. Im Jahr 1900 wurde mit 100 Stück die höchste in einem Jahr erzeugte Anzahl an Lokomotiven erreicht. 1902 verließ die 3.000. Lokomotive die Werkshallen.
Die StEG deckte ihren Bedarf an Maschinen fast ausschließlich in der eigenen Fabrik, in welcher zeitweise rund 1.500 Beschäftigte arbeiteten. Obwohl sie im Besitz der Eisenbahngesellschaft war, lieferte sie nicht nur exklusiv an diese. Beispielsweise ließ die Südbahngesellschaft viele ihrer Lokomotiven in der Fabrik bauen. Auch die k.k. österreichischen Staatsbahnen zählten zu den Kunden der Lokomotivfabrik, ebenso die später neu entstandenen BBÖ. Das Unternehmen lieferte im Ersten Weltkrieg unter erschwerten Bedingungen weiterhin Lokomotiven an die Südbahn, die k.k. Staatsbahnen, die Heeresverwaltung und die k.u.k Feldbahn. Im September 1915 verließ mit der von Chefkonstrukteur Hans Steffan entworfenen SB 570.01 pünktlich zum 75. jährigen Bestandsjubiläum die 4.000 Lokomotive die Werkshallen.

### Niedergang
Bedingt durch die Folgen des Ersten Weltkriegs ergab sich nur mehr ein geringer Absatz an Lokomotiven innerhalb des geschrumpften österreichischen Staatsgebiets. Dennoch konnten mit der von Hans Steffan entwickelten 2´D h2 – Schnellzugslok Reihe 113 sowie den Elektroloks Reihe 1029 und Reihe 1280 drei markante Typen an die junge BBÖ geliefert werden. Zudem beteiligte sich die StEG-Fabrik 1919 an der Gründung der ersten polnischen Lokomotivfabrik Fablok in Chrzanów.
Eine Weile konnte der sinkende Absatz noch durch Auslandsaufträge, beispielsweise für den SHS-Staat und Griechenland, zeitweise kompensiert werden. Doch 1929 geriet die Muttergesellschaft StEG durch den Zusammenbruch ihrer Hausbank, der Allgemeinen Bodenkreditanstalt in eine schwere finanzielle Krise. Der neue Eigner Creditanstalt ging an eine Fusionierung der vier noch existierenden österreichischen Lokomotivfabriken, an deren Ende die Wiener Lokomotivfabrik Floridsdorf als einzige weiter bestehen sollte. Daher musste die Lokomotivfabrik der StEG im Jahr 1930 nach insgesamt 4.843 gebauten Lokomotiven ihre Tore schließen. Der Maschinenpark und unvollendete Lokomotiven wurden von Floridsdorf übernommen. Auf dem Gelände der Fabrik befindet sich heute der Wiener Hauptbahnhof.

## Konstrukteure
Zu den Konstrukteuren, welche in der Fabrik oder in Zusammenarbeit mit dieser wirkten, zählten unter anderem Wilhelm von Engerth, Pius Fink, Ernest Polonceau, Ernst Beutel, Louis Adolf Gölsdorf, Rudolf Sanzin sowie Hans Steffan, welcher bis zur Schließung der Chefkonstrukteur der Fabrik war. Karl Gölsdorf, einer der bekanntesten österreichischen Lokomotivkonstrukteure, war wie bereits sein Vater der Fabrik verbunden. Er arbeitete von 1884 bis 1891 für die StEG-Fabrik, zunächst als Konstrukteur und später als Leiter der Lokomotivfertigung. Bernhard Demmer, unter Haswell Chefkonstrukteur der Fabrik, gründete 1869 die konkurrenzierende Wiener Lokomotivfabrik Floridsdorf.

## Bilder

### Werksansichten

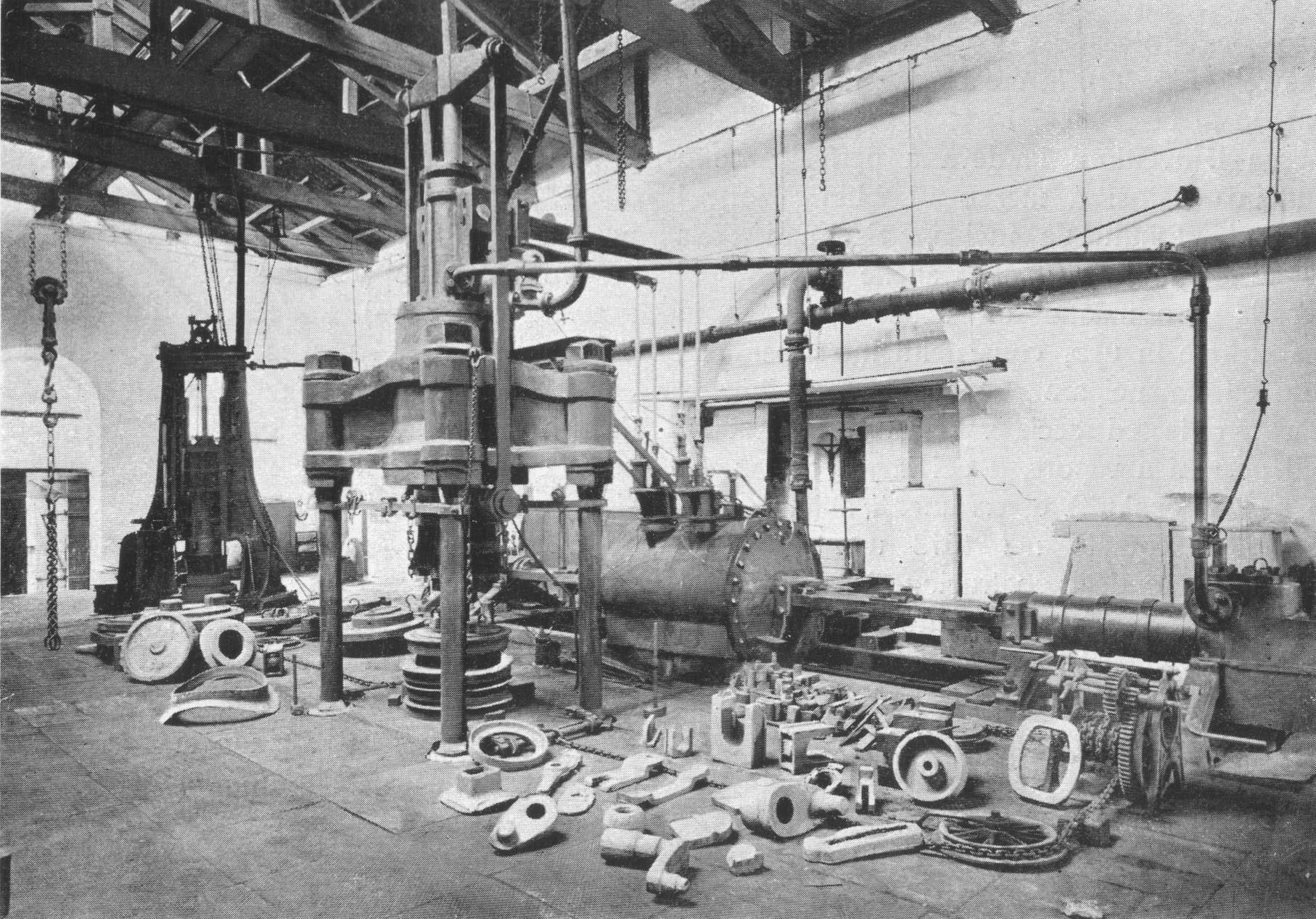
Haswell-Presse in der StEG-Fabrik (1873)
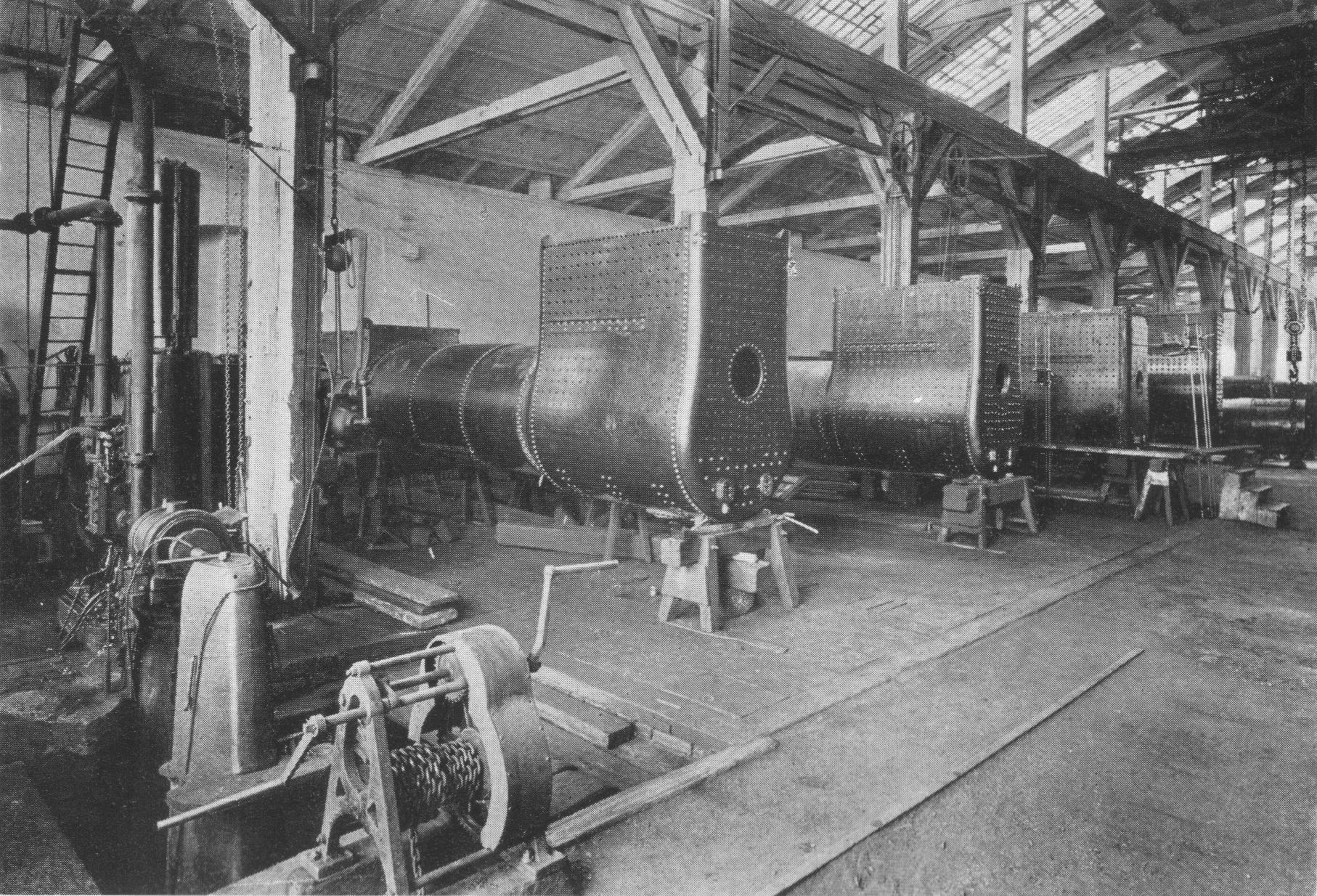
Kesselschmiede der StEG-Fabrik
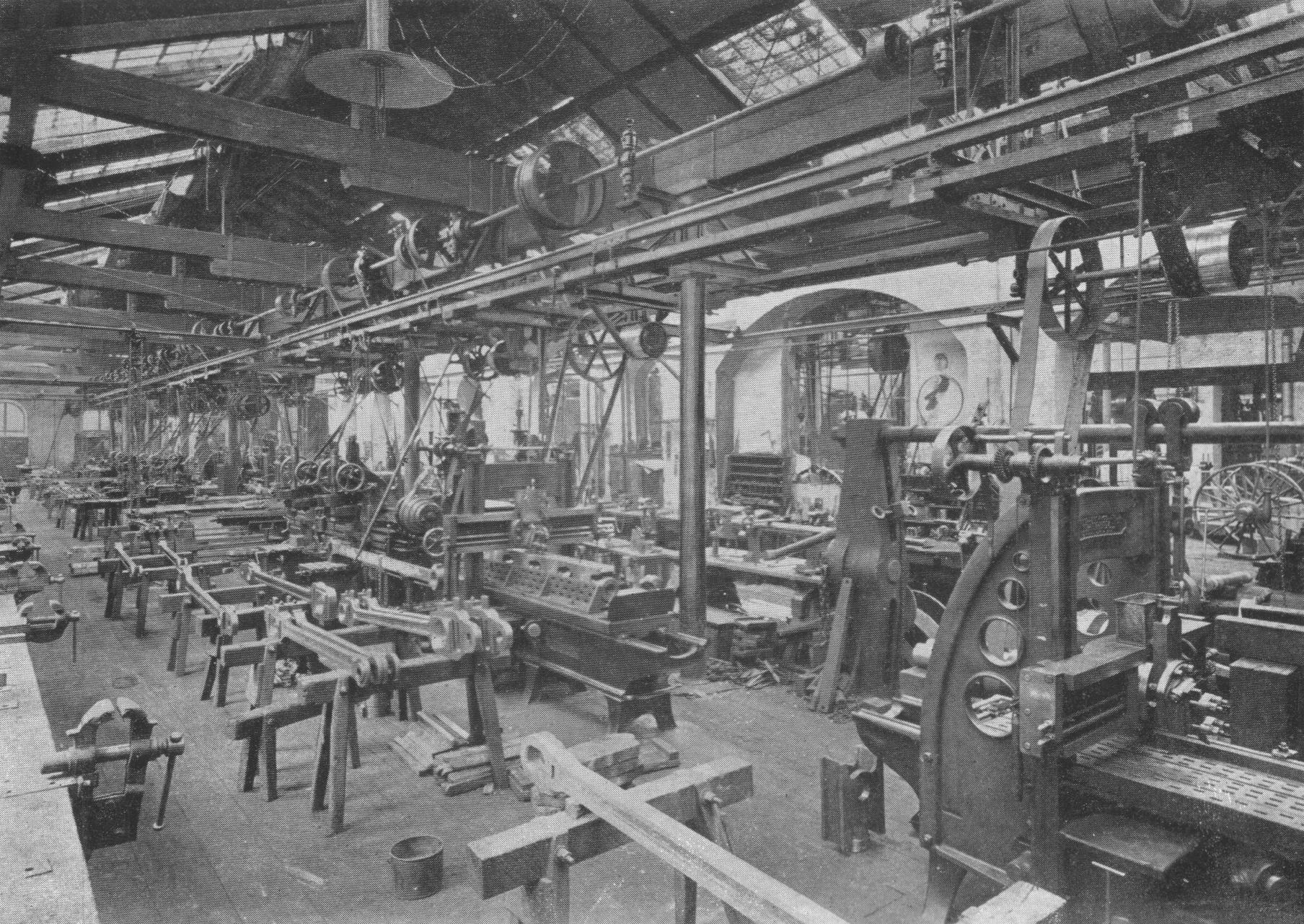
Mechanische Werkhalle der StEG-Fabrik zur Fabrikation von Kuppelstangen
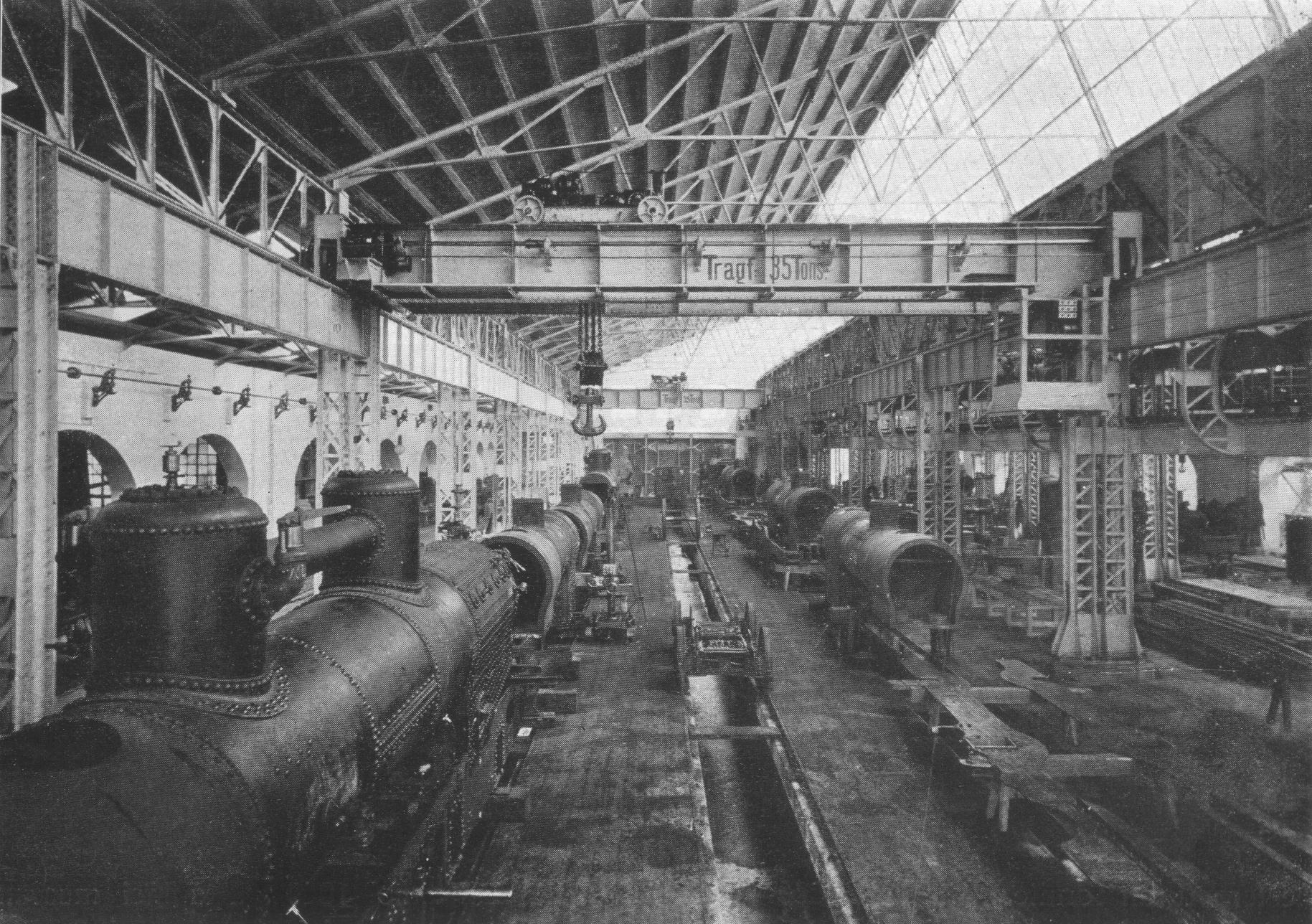
Montagehalle der StEG-Fabrik 1901

### Lokomotiven

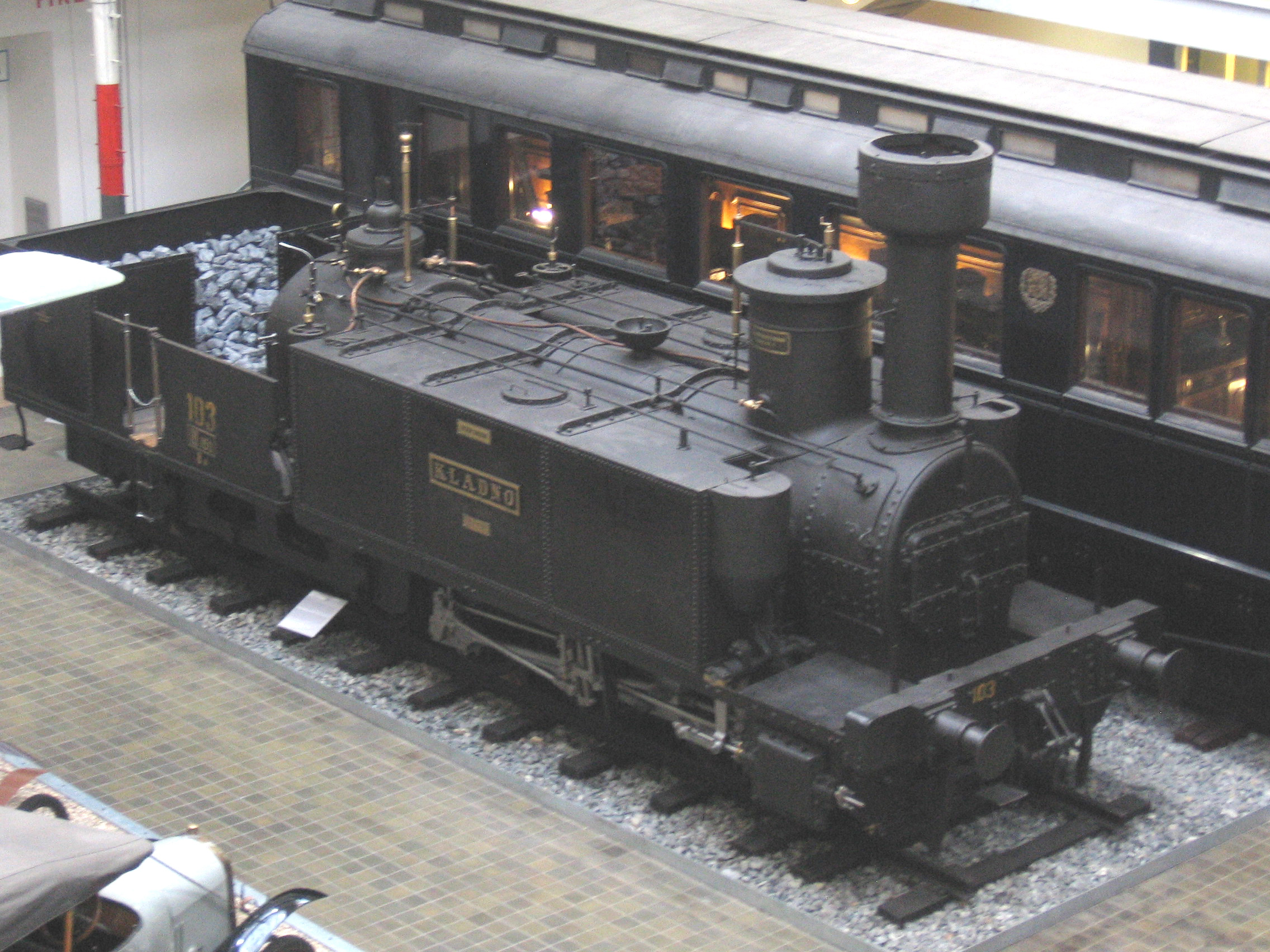
C´2 n2T - Güterzuglok BEB Nr. 103 „Kladno“ (1855), eine Engerth-Stütztenderlokomotive
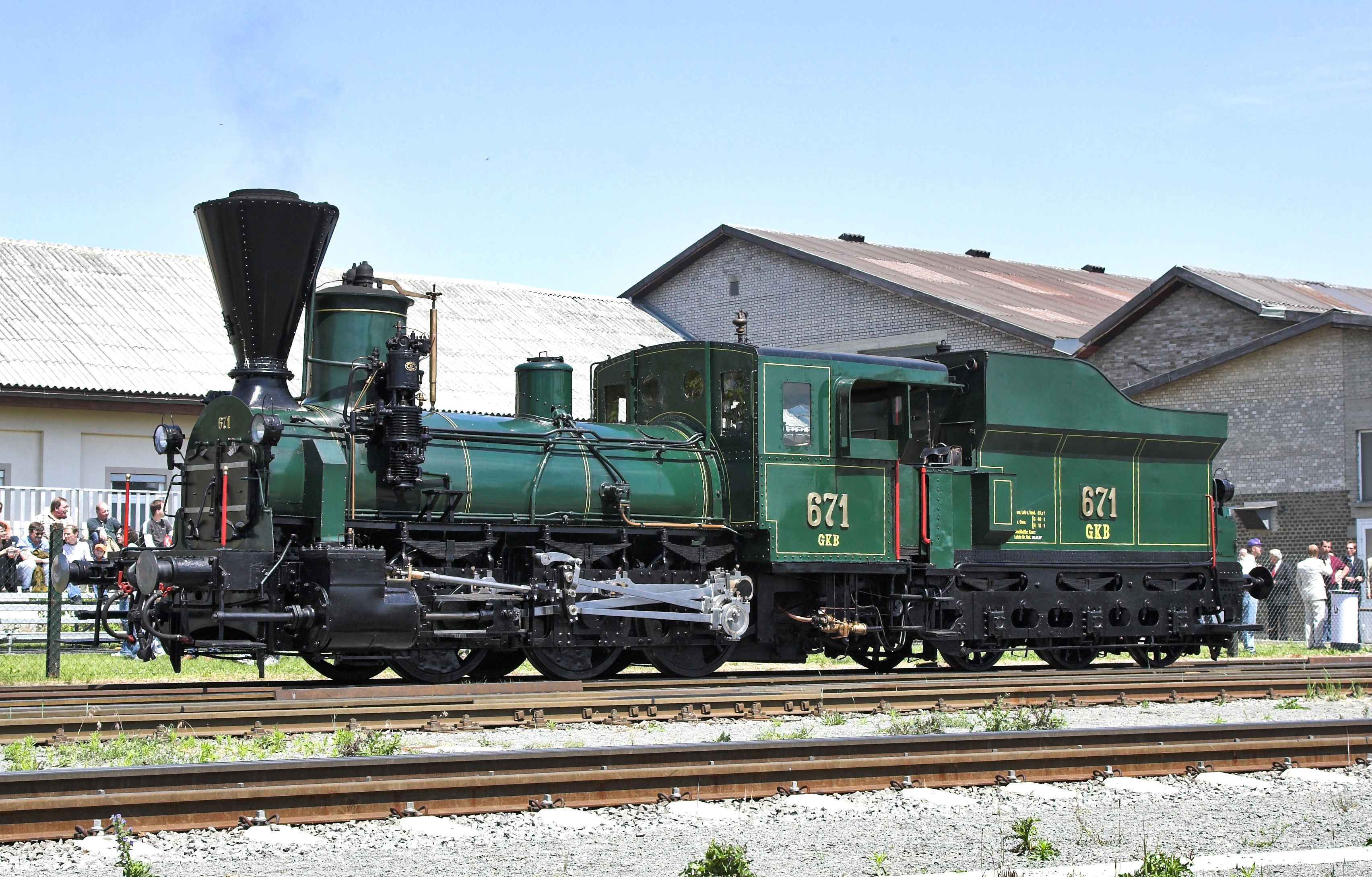
C´ n2 - Güterzuglok GKB 671 (1860), ex Südbahn Reihe 29. Älteste betriebsfähige Lokomotive der Welt.
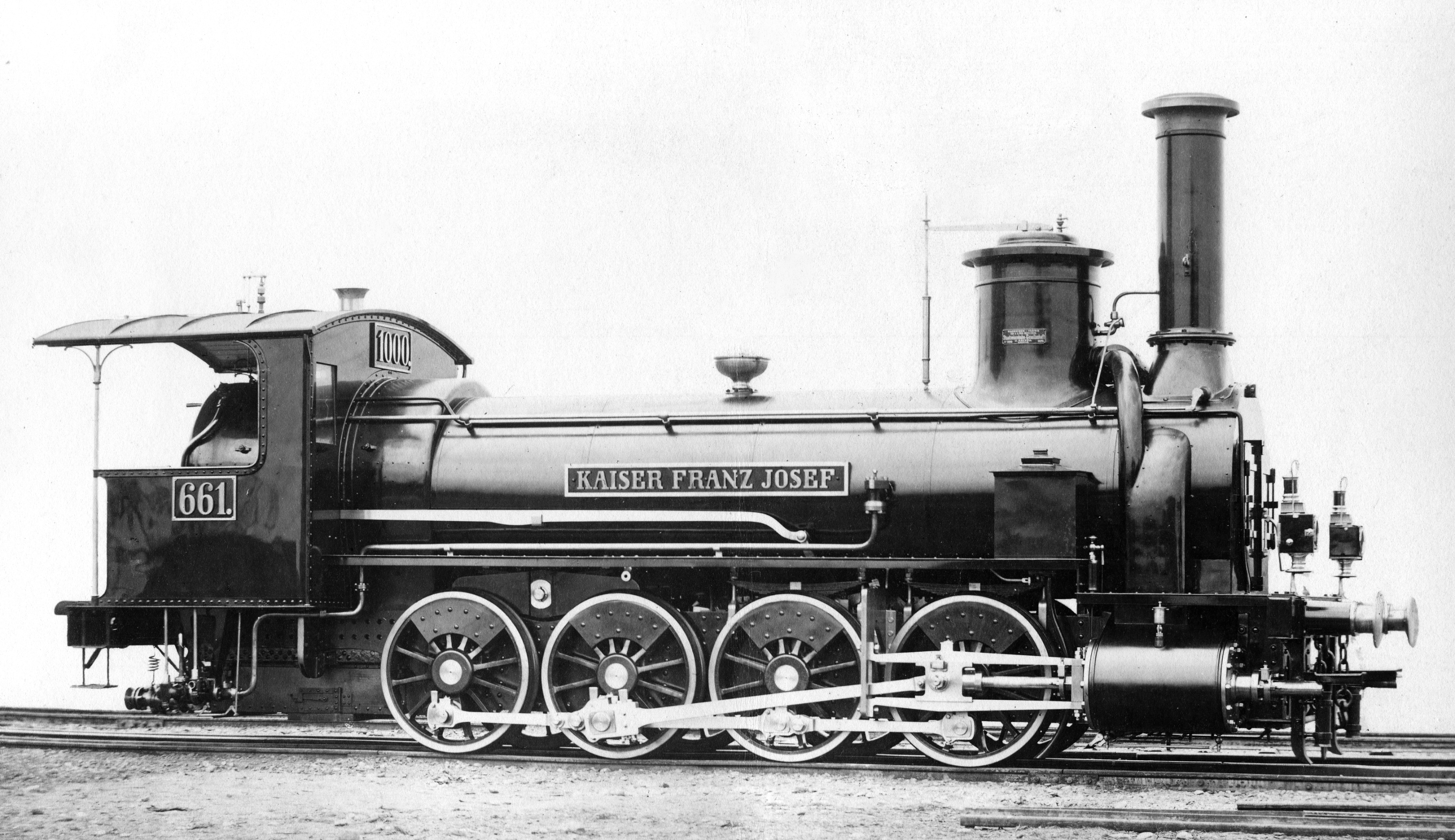
D´ n2 - Güterzuglok StEG V (1868–1880) „Kaiser Franz Josef“ - 1000. Lokomotive der Fabrik
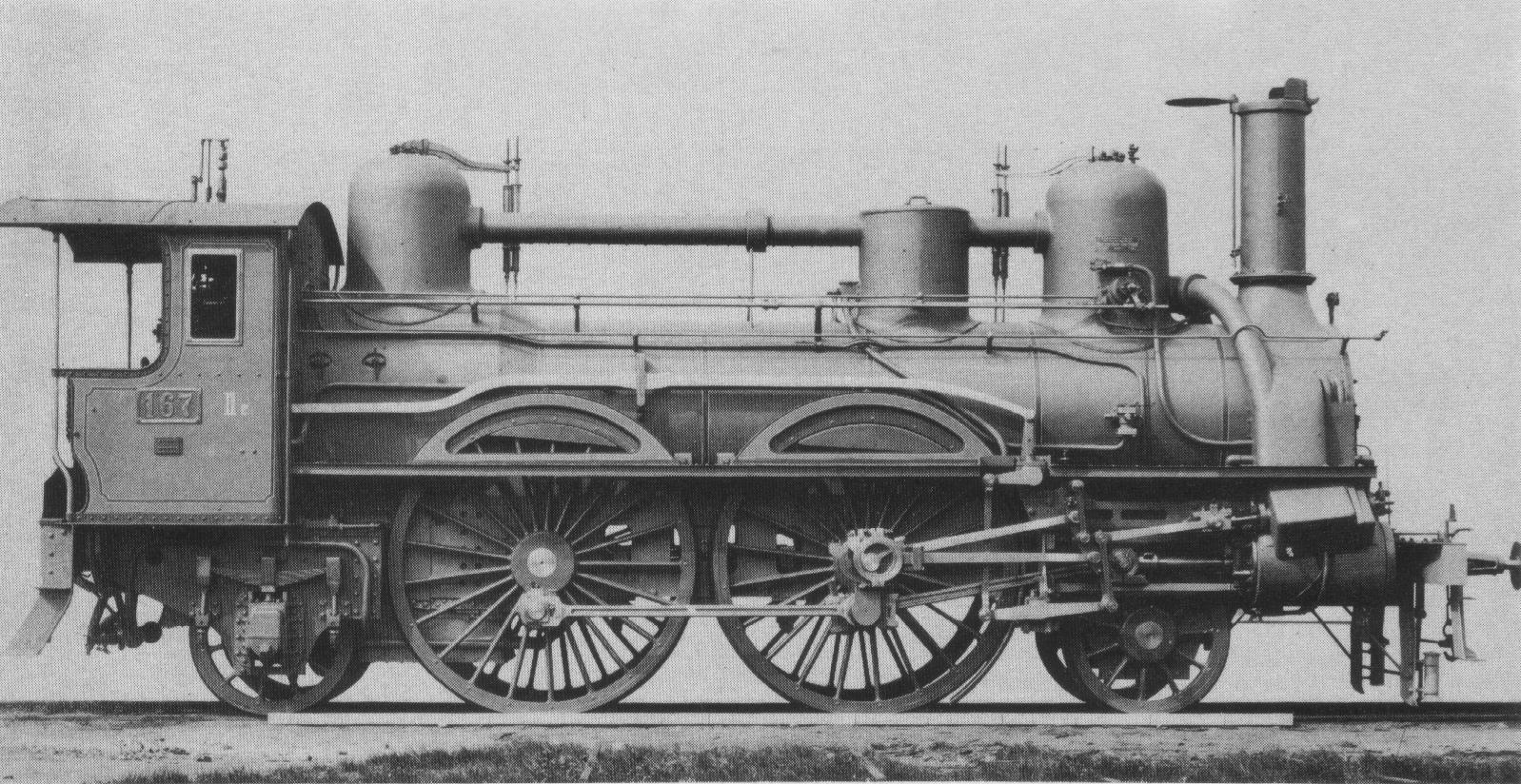
1´B´1 n2 - Schnellzugslok StEG II 161-190 (1886–1896) nach französischen Vorbildern
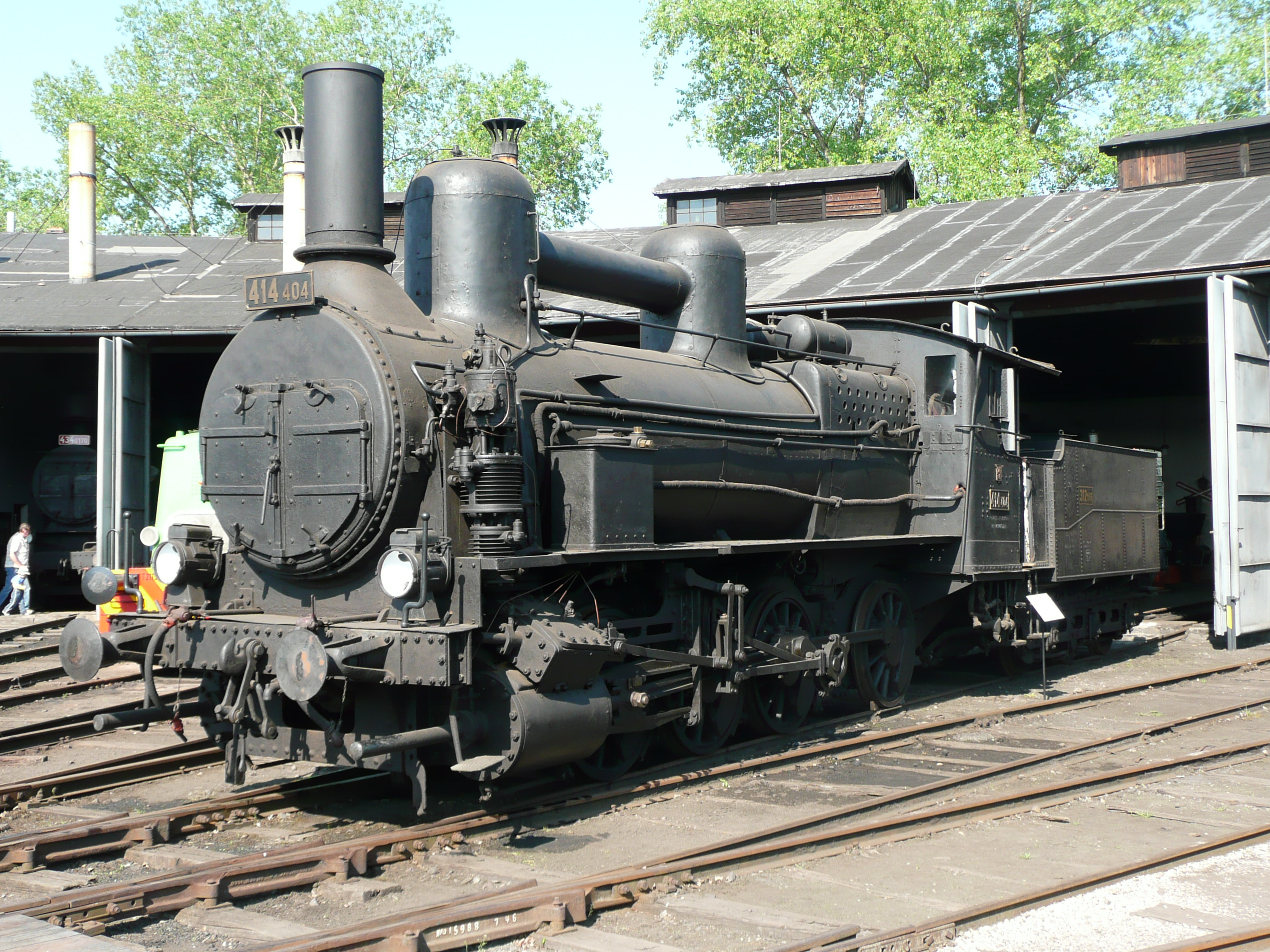
D´ n2 - Güterzugslok StEG Vg (1894–1900)
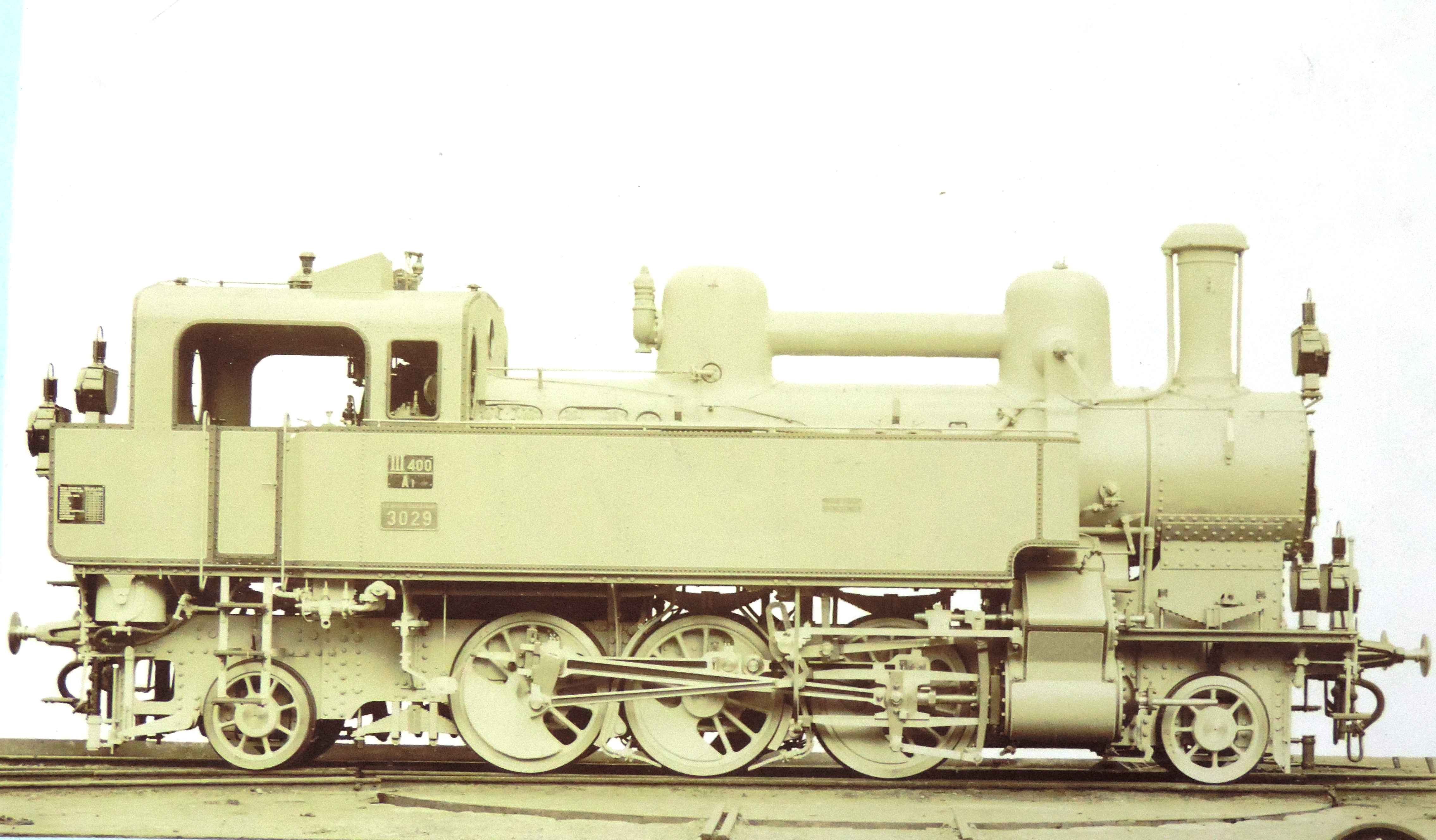
1´C´1 n2vt - Stadtbahn-Lokomotive der Reihe 30 von Karl Gölsdorf (ab 1895)
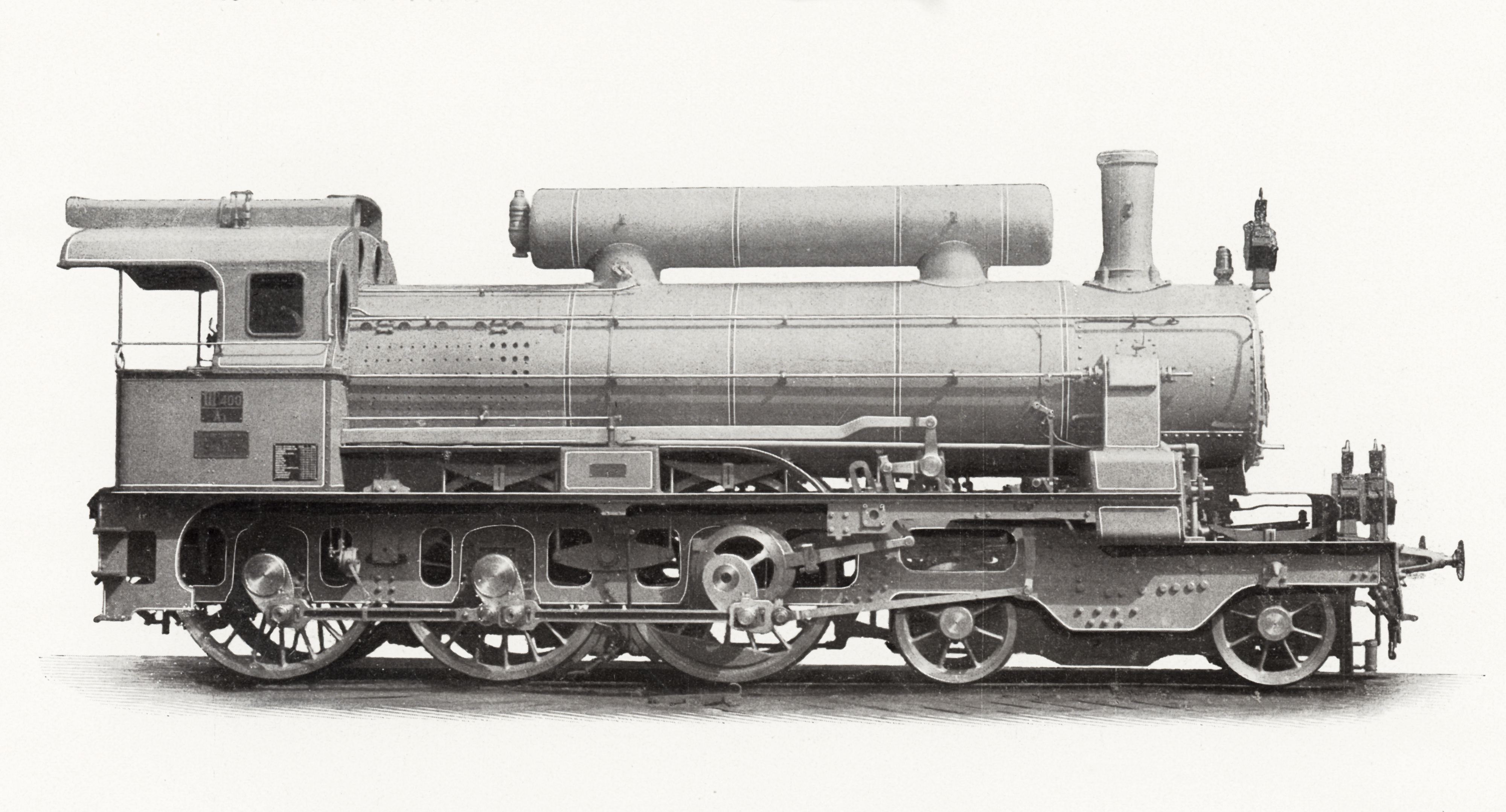
2´C´ n2 - Hügelland-Schnellzuglok kkStB Reihe 9 von Karl Gölsdorf (ab 1898)
2´C´n4v - Schnellzuglok der Staatseisenbahngesellschaft, Reihe 36.5 (1902/1904)
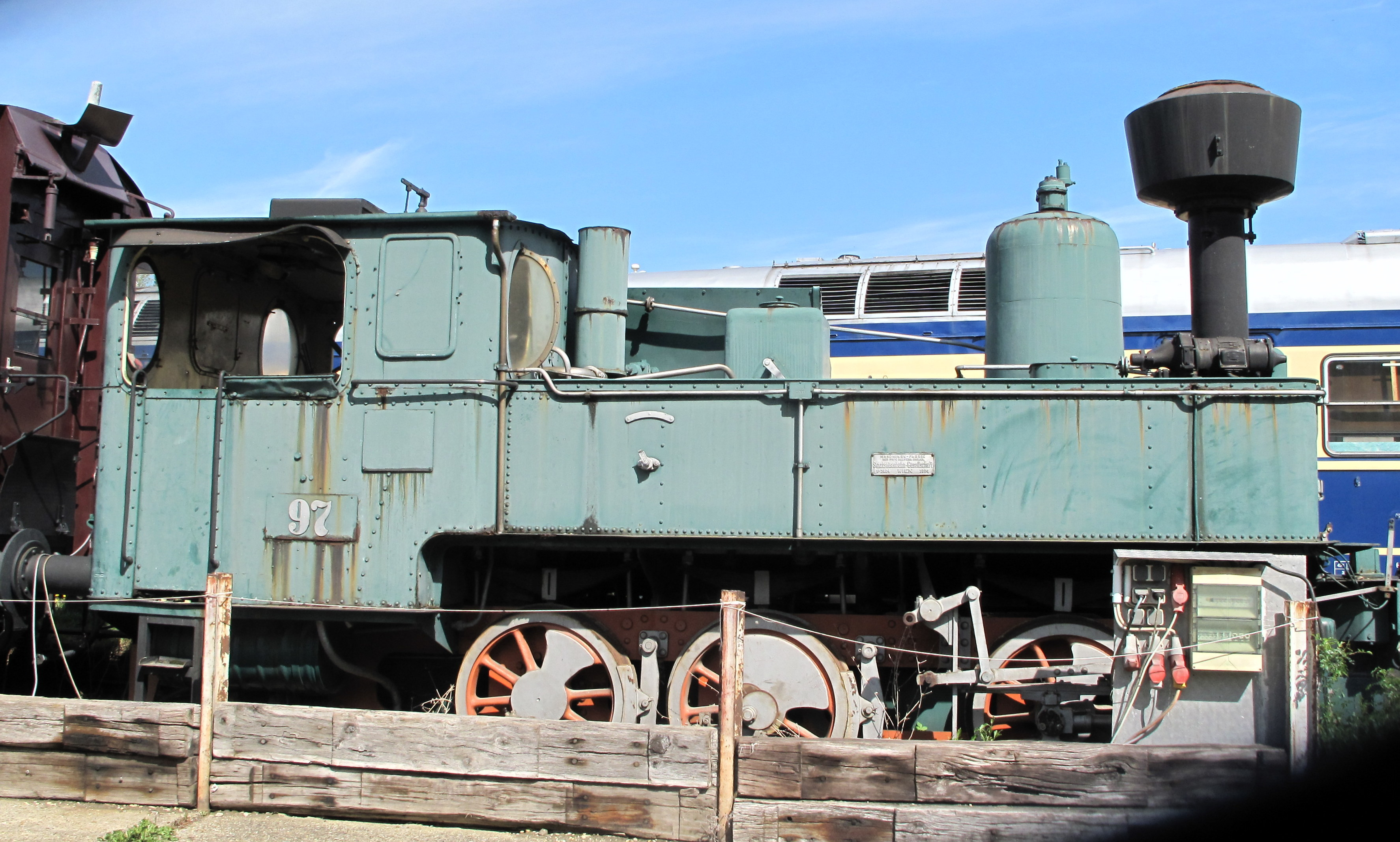
C´ - n2T - Lokalbahnlok kkStB 97 (1904)
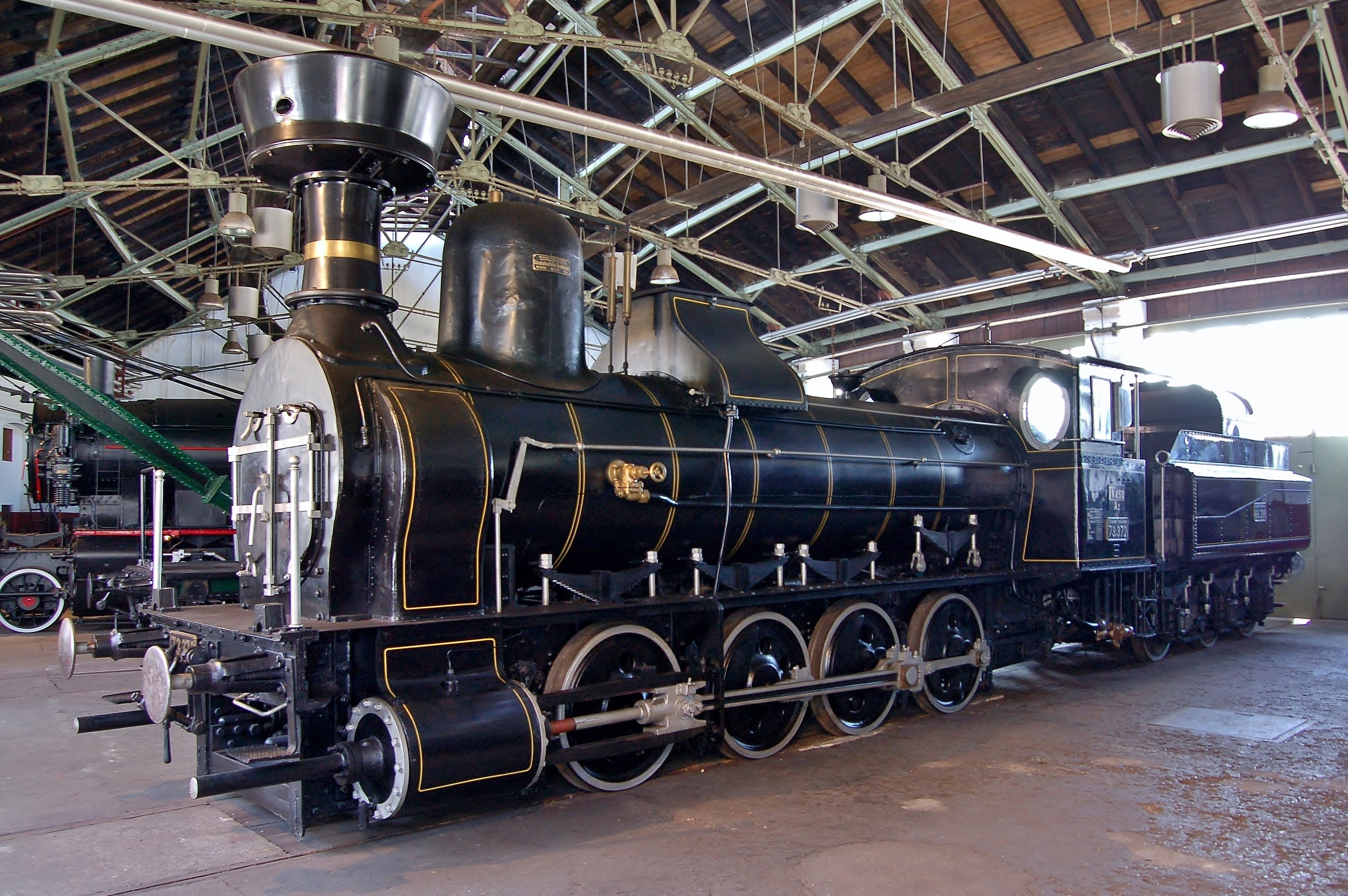
D´n2 - Güterzuglok kkStb 73.372 (StEG 3286/1906) im Eisenbahnmuseum Ljubljana
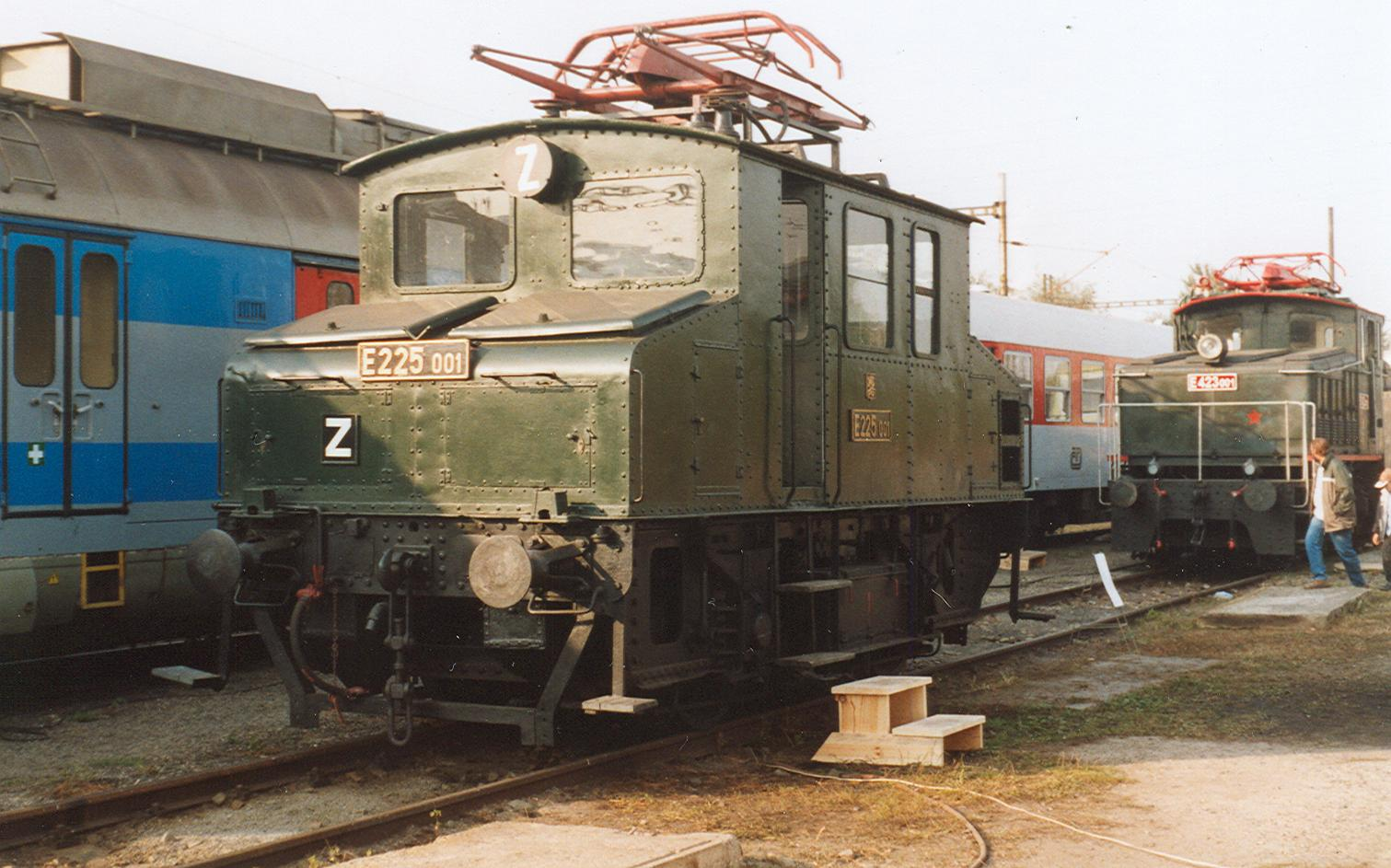
Versuchs-Elektrolok „Wien“ der Wiener Stadtbahn, später E225.0 der ČSD von František Křižík (1906)
1´E t4v - Gebirgslokomotive kkStB 280 für die Arlbergbahn von Karl Gölsdorf (1906/07)
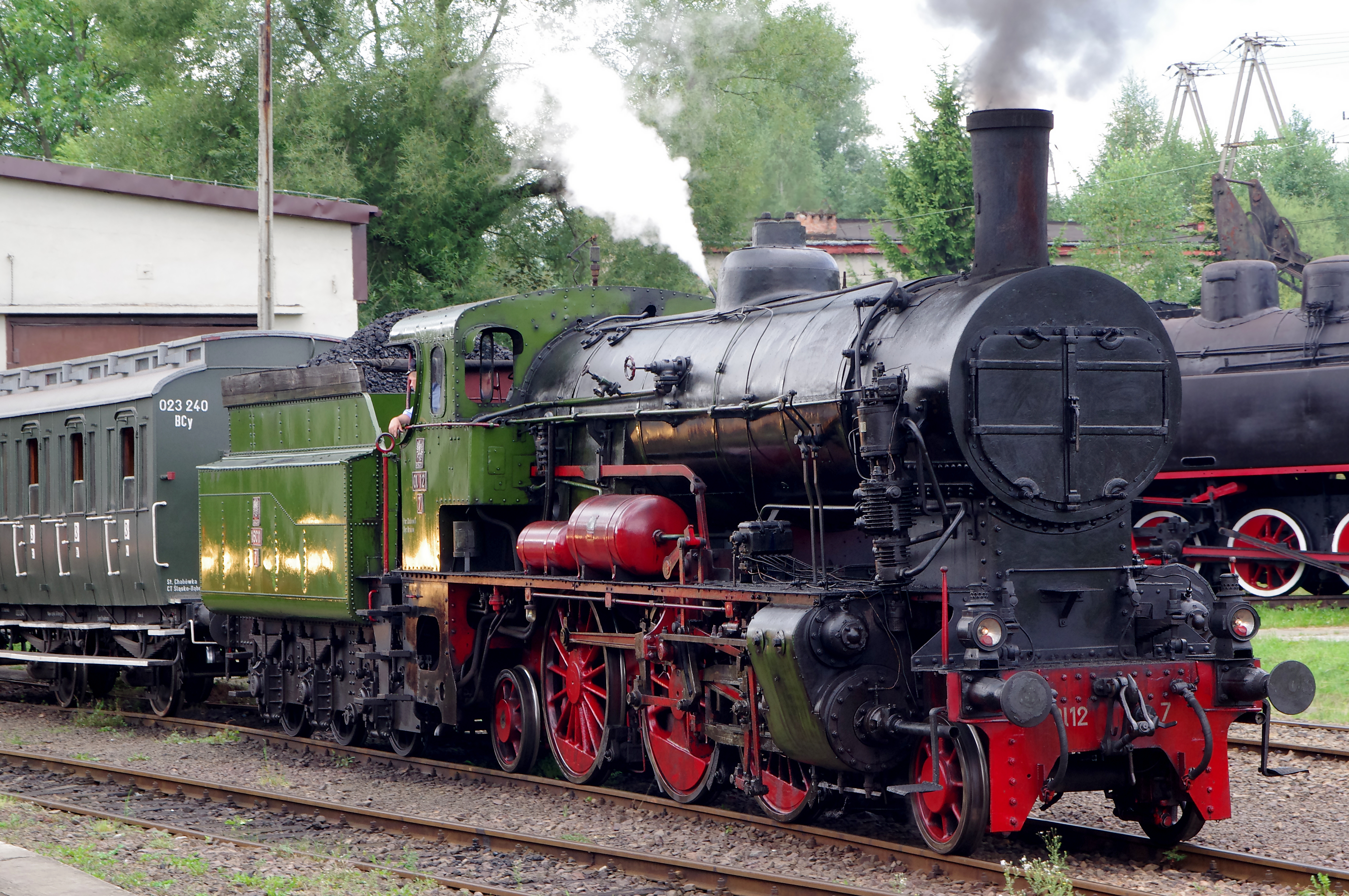
1´C´1 h2v - Personenzuglok kkStB 429 von Karl Gölsdorf (ab 1909)
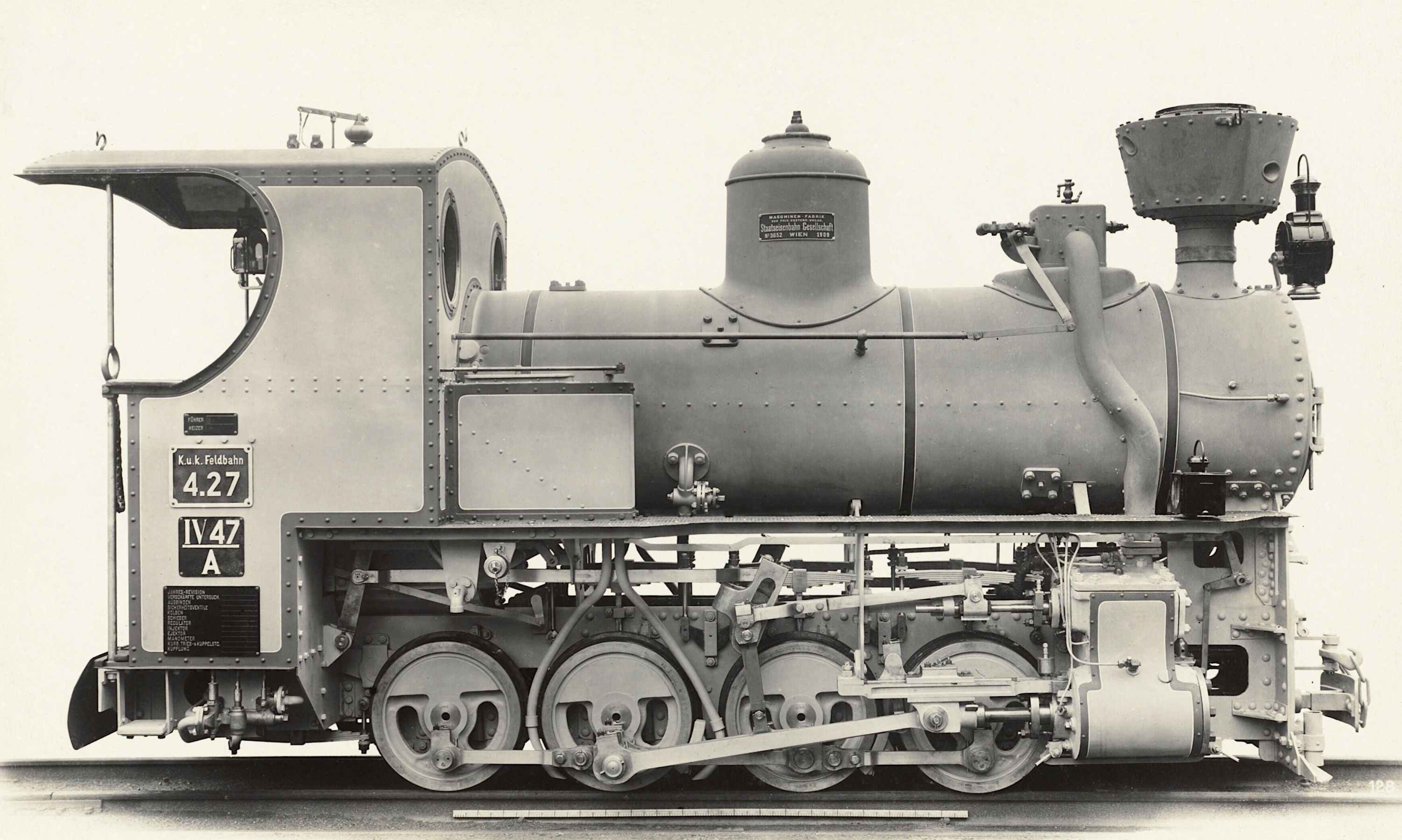
D´n2 - k.u.k Heeresfeldbahn-Lokomotive Reihe 4 (1909–1917)
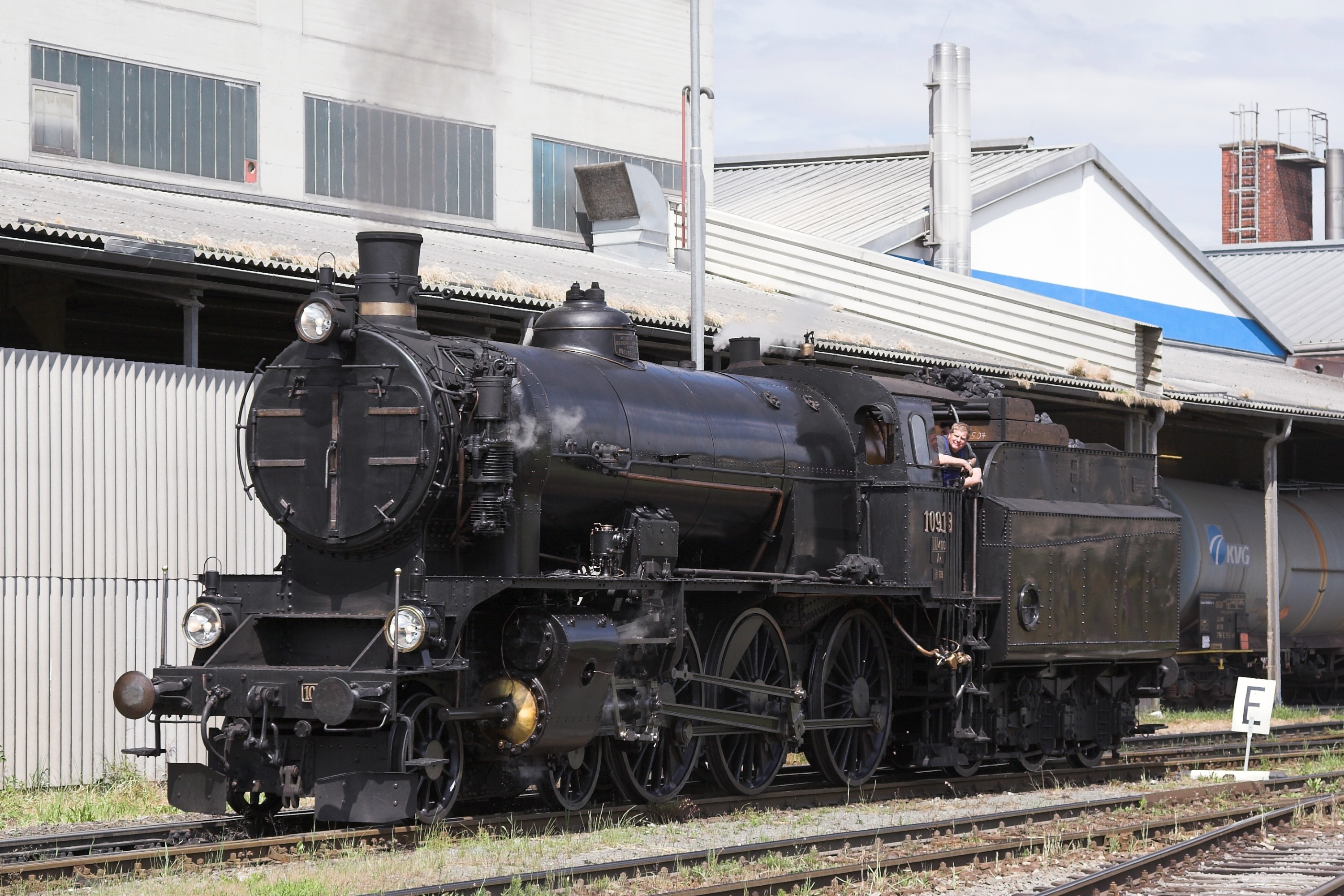
2´C´h2 - Schnellzugslok Reihe 109.13 der Südbahngesellschaft (1910), konstruiert von Hans Steffan
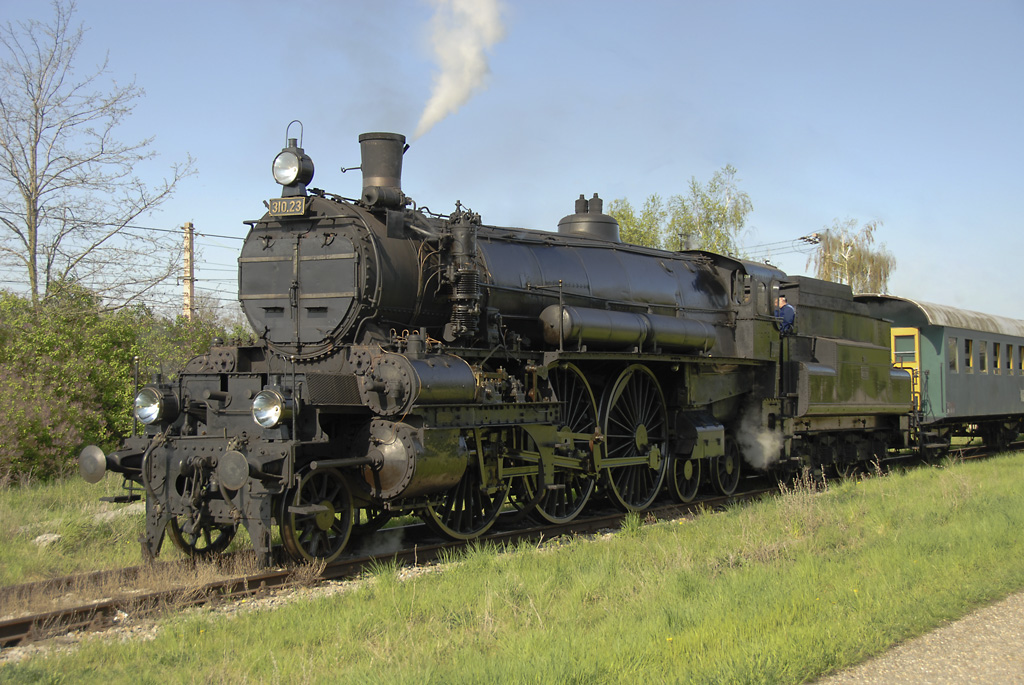
1´C´2 h4v - Schnellzuglok kkStB 310.23 (1911), gilt als beste Konstruktion Gölsdorfs und schönste Dampflok Altösterreichs
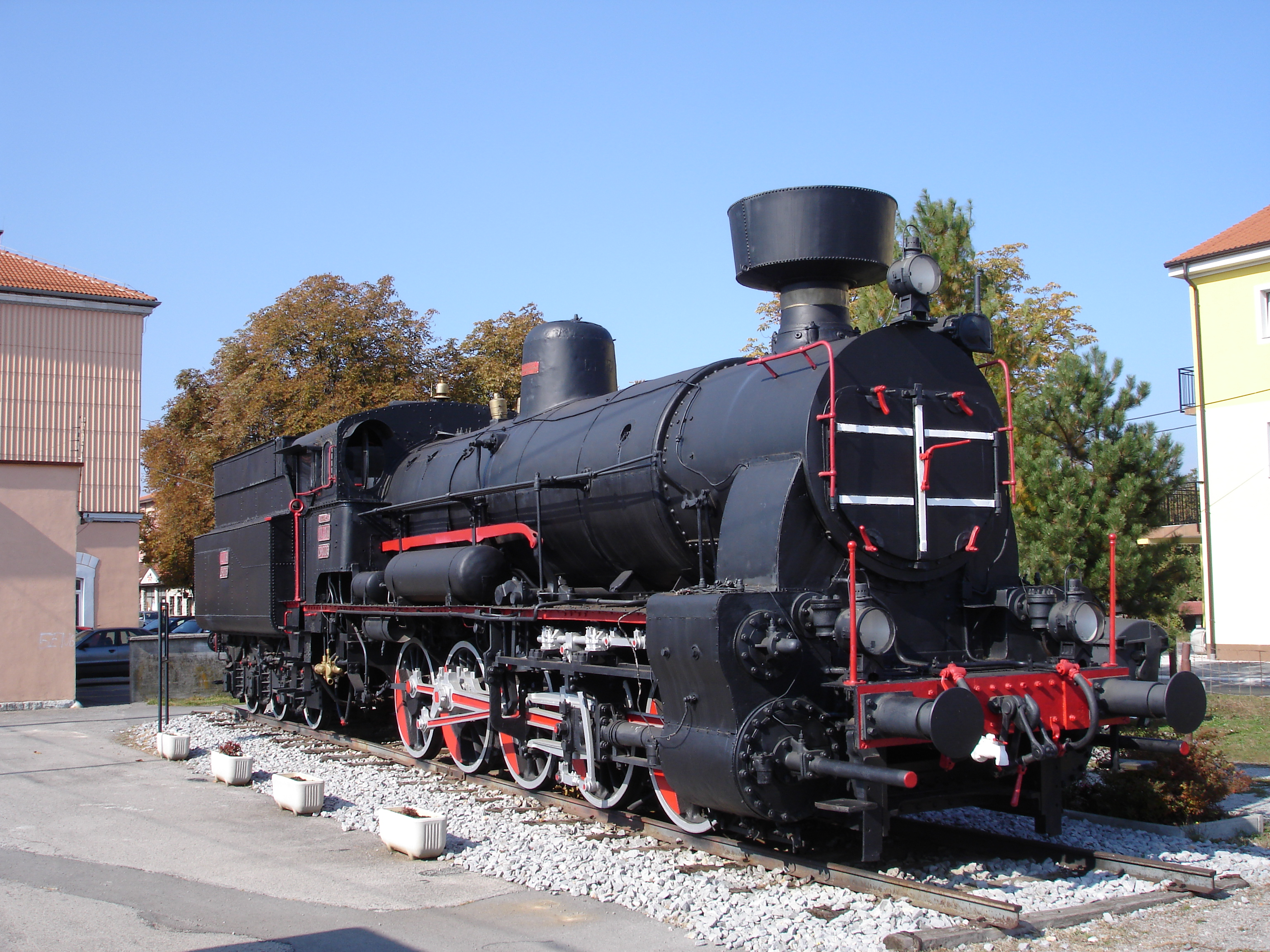
E´ h2v - Güterzugslok kkStB 80 zweite Serie von Karl Gölsdorf (1911–1915)
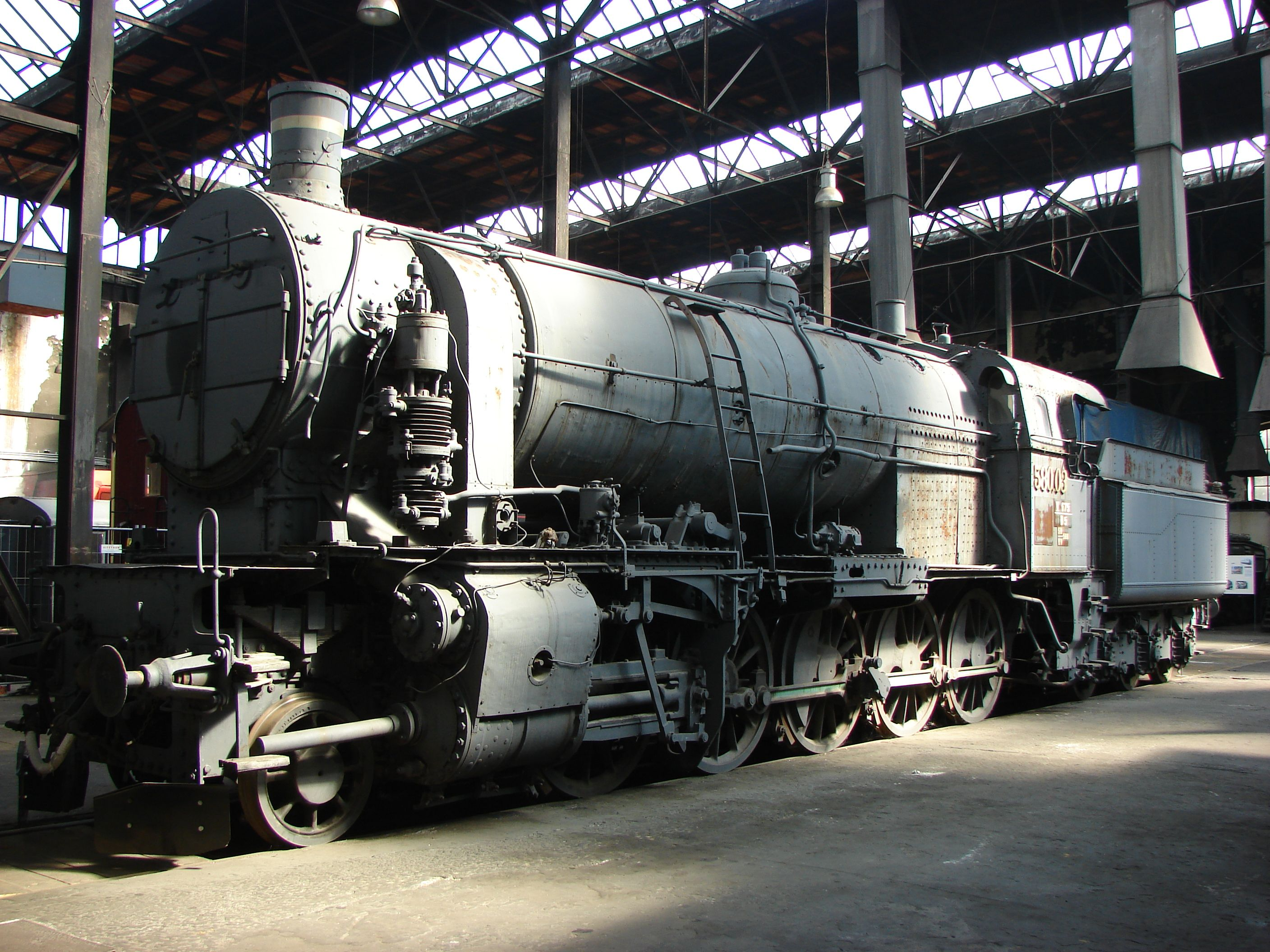
1´E h2 - Gebirgslok der Südbahngesellschaft für die Brennerbahn (1912–1920 in 77 Exemplaren)
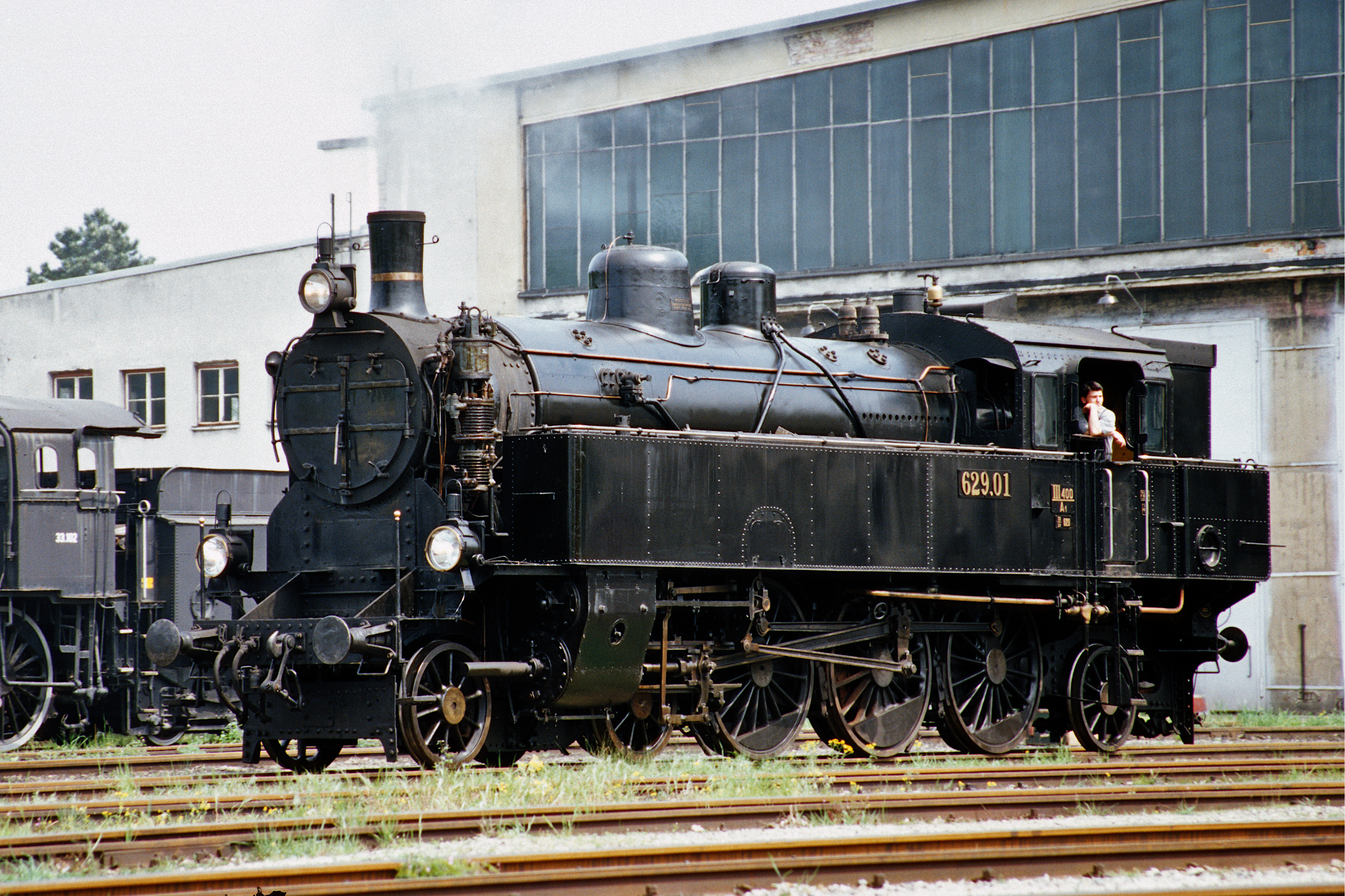
2´C´1-h2t Tenderlok Reihe 629 der Südbahn (Nr. 3883/1913), erste Tenderlok der Welt in Pacific-Achsfolge
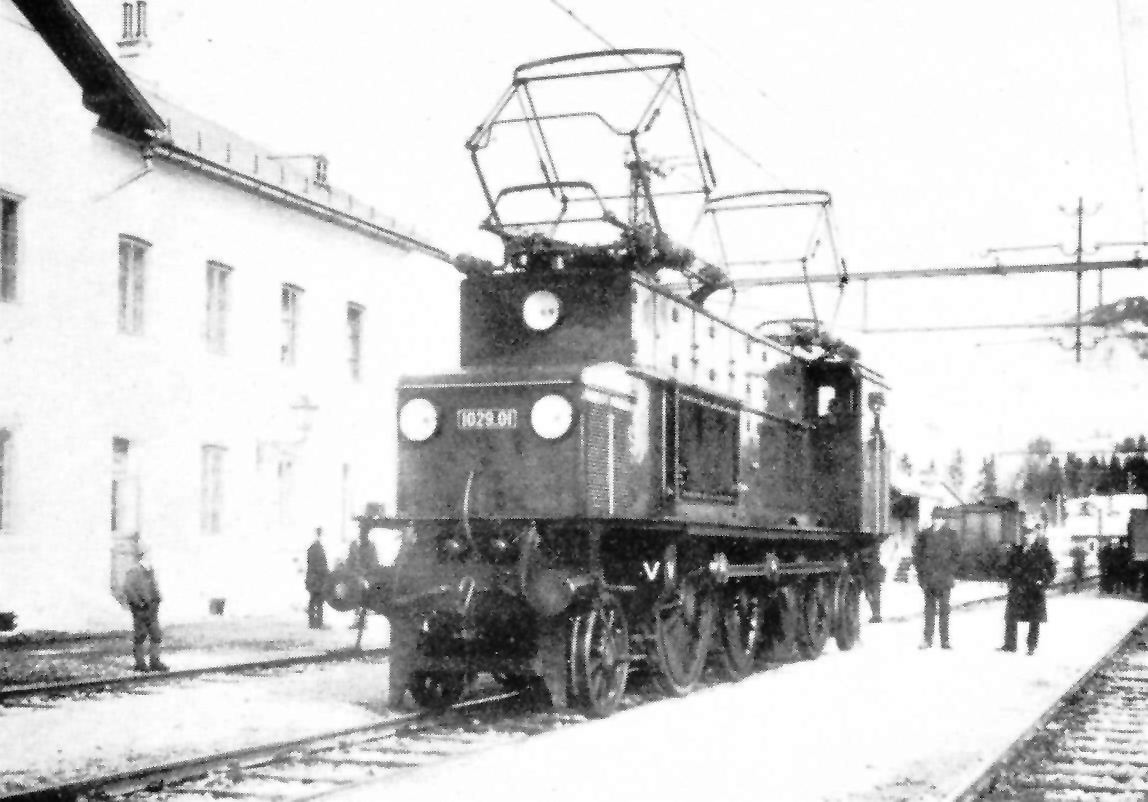
1´C´1 - Elektrolok der Reihe BBÖ 1029 (1923–1925) für den Verkehr auf den Talstrecken der Arlbergbahn und die Salzkammergutbahn.
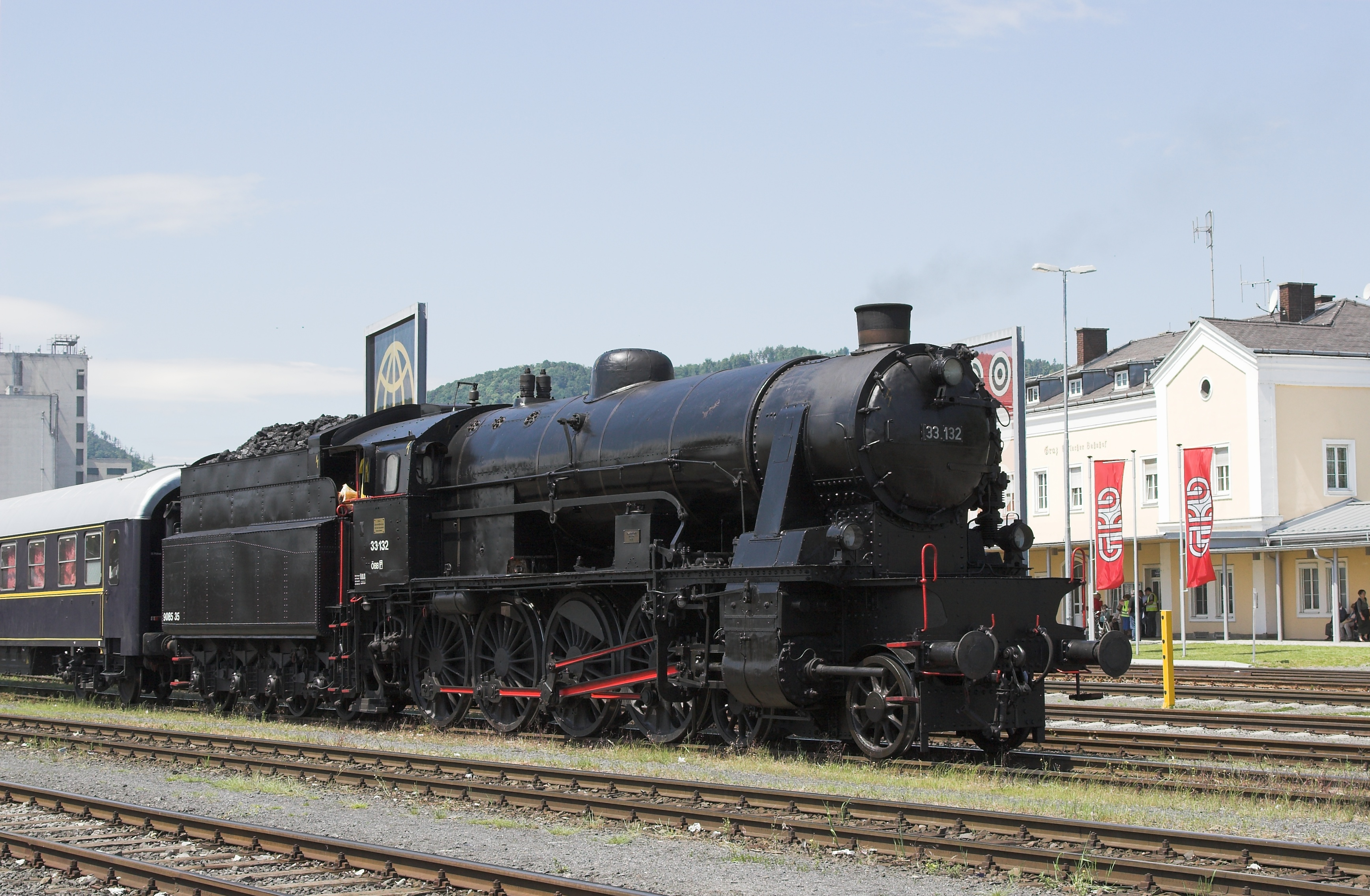
2´D´ h2 - Schnellzuglok BBÖ Reihe 113 (1923–1928 in 40 Exemplaren)
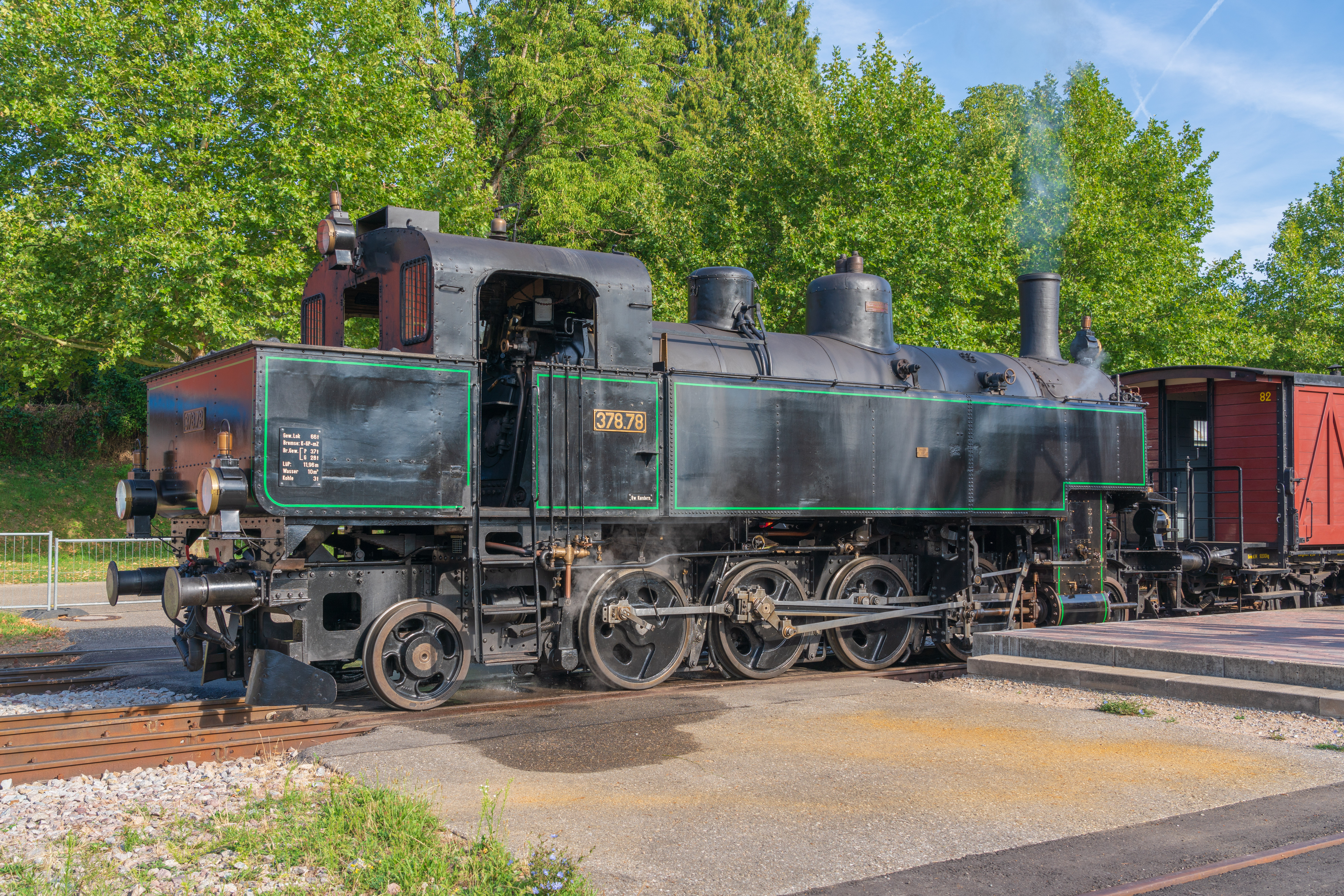
1´D´1 h2t - Lokalbahnlokomotive BBÖ 378.78 (später ÖBB 93.1378, StEG Nr. 4797/1927), in den Originalzustand zurückversetzt auf der Kandertalbahn